# الطائفية والعرقية في الحرب الأهلية السورية
انتشر التمييز الطائفي والعرقي في الحرب الأهلية السورية بين أتباع الطوائف الدينية وأبناء الجماعات العرقية المختلفة. من الممكن النظر إلى بعض أجزاء الصراع في سوريا على أنها جزء من صراع أوسع، وانعكاس للانقسام الطائفي على المستوى الإقليمي، بالإضافة لذلك، كان للخلافات والصراعات والتحالفات الإقليمية المرتبطة بالقضايا القومية أثر على طبيعة الصراع ونتائجه. نتيجة لما سبق، تعرّضت مُختلف الطوائف الدينية والمجموعات العرقيّة لانتهاكات حقوقية على أساس طائفي أو عرقي، من قبل القوات الرئيسية المتصارعة في الحرب الأهليّة. وقد أدى الانقسام والعنف الطائفي إلى زيادة تهديد الأقليات الدينية. كما انضم عدد كبير من السكان إلى ميليشيات وجماعات تتّسم بطابع طائفي أو عرقي، و‌تدفّق مسلّحون من عدّة دول للقتال في هذه الجماعات.
تشتمل الجمهورية العربية السورية على تركيبة سكانية غنيّة بالطوائف الدينية والجماعات العرقية. على الصعيد الديني، يُشكل المسلمون أغلبية السكان بنسبة تتجاوز 85%، وهم ينقسمون إلى أهل السنة والجماعة الذين يشكلون السواد الأعظم، بالإضافة لأقليات علويّة وشيعيّة إثني عشرية وإسماعيليّة، بالإضافة لذلك، فهناك أقليّة مسيحية تشكل حوالي 10% من التعداد العام للسكان، تشمل على أكثرية من الروم الأرثوذكس الذين يتبعون الأرثوذكسية الشرقيّة، وعلى طائفتين تتبعان الأرثوذكسية المشرقية هما الأرمن الأرثوذكس والسريان الأرثوذكس، إضافة إلى أقليات كاثوليكية وبروتستانتية وآشورية مشرقية. كما أن هناك أقليات دينيّة آخرى تشمل الموحدين الدروز والمرشديين واليزيديين. أمّا على الصعيد العرقي، فيشكل العرب الأغلبية (1) وهناك أقليات سريانية/آشورية/كلدانية، تنتمي إلى نفس المجموعة السامية. بالإضافة لذلك، هناك عدد من الأقليات العرقية الهندو أوروبية التي يشكل الأكراد أغلبيتها، بالإضافة للأرمن والغجر واليزيدين، وهناك أقليتين من جماعات أُخرى هما الشركس والتركمان.
ابتدأت الحرب الأهلية السورية في شهر مارس عام 2011م بانتفاضة مدنية في وجه الحكومة السورية، وتحولت بشكل تدريجي إلى صراع مسلح شاركت فيه قوى إقليميّة وعالميّة. يشمل الصراع خمس قوى فاعلة لكل منها منطلقات وتحلفات وأهداف مختلفة، وهي الحكومة السورية بقيادة حزب البعث، المعارضة المُمثلة بالائتلاف الوطني السوري، قوات سوريا الديمقراطية ذات الغالبية الكردية، والتنظيمات الجهاديّة التي تتبنى توجهاً إسلامياً وأهمها هيئة تحرير الشام، وأخيراً تنظيم الدولة الإسلامية الذي يتبنى منهجاً تكفيريّاً مُتشدداً.
هناك اختلاف كبير في وجهات النظر بين الأطراف المتحاربة فيما يخص تحديد أسباب الحرب الأهلية وتوصيف مجرياتها والتعامل مع نتائجها، فقد رأت السلطات السورية على لسان رئيسها بشار الأسد أن سوريا «تتعرض لمؤامرة كبيرة»، وبأنّها «تواجه حرباً حقيقية من الخارج ومشروع فتنة وتدمير للوطن أداته الإرهاب الذي ضرب كل الأطراف دون استثناء». في حين يرى الائتلاف السوري المعارض في الحرب الأهلية هي حراك شعبي يصفه «بالثورة المجيدة»، ويحدد أهدافه «بإسقاط نظام الأسد وإنهاء معاناة الشعب والانتقال نحو دولة ديمقراطية مدنية تعددية قوية ومستقرة»، ويُحدّد المجلس الوطني السوري أهدافه «بسوريا مستقرة وآمنة تحت دولة مدنية منتخبة ديمقراطياً». أمّا قوات سوريا الديمقراطية فقد قامت بتأسيس حكم ذاتي في الشمال تحت اسم «الإدارة الذاتية لشمال وشرق سوريا» وقالت أنها تسعى لإقامة «نظام فدرالي ديمقراطي توافقي» تسوده الحرية الدينية والإثنية واللغوية والثقافية الكاملة، وأعربت عن رفضها لمبدأ «الدولة القومية» العربيّة. أما الأطراف ذات المرجعية الإسلامية، وتحديداً هيئة تحرير الشام وتنظيم الدولة الإسلامية فيشددان على تحكيم الشرع الإسلامي، وإنْ كان لكل منها وجهة نظر مختلفة في تحقيق ذلك. أمّا تنظيم هيئة تحرير الشام، فقد تحدد موقفه على لسان زعيمه أبو محمد الجولاني، وهو «قيام حكومة إسلامية راشدة تطبق شرع الله»، واتهم المجتمع الدولي بمحاولة «اللعب على ورقة الأقليات»، وتطرح الجماعة تصوراً مستقبلياً للسياسة في سوريا، يعتمد على تشكيل مجالس شورى تتولى تحديد سياسة البلاد وفق الشريعة الإسلامية. أمّا تنظيم الدولة الإسلامية فيتبنى منهج الخلافة الإسلامية في الحكم، ويرفع شعاراً هو «خلافة على منهاج النبوة».
تتبادل الأطراف المشاركة في الحرب الأهلية الاتهامات بارتكاب انتهاكات ذات طابع طائفي أو عرقي. اتهمت الحكومة مجموعات مسلحة بالقيام بعمليات «القتل والتخريب والترويع»، ووجهت أصابع الاتهام لجماعة الإخوان المسلمين و«لجماعات سلفية تسعى لإقامة إمارة إسلامية في بعض مناطق سوريا». وفي المناطق الخاضعة للسيطرة التركية في الشّمال، قالت المنظمات الدولية أن الجيش التركي قام بتهجير مئات الآلاف من الأكراد والأقليات الأُخرى من أجل إحداث تغيير تغيير ديمغرافي في المنطقة، بينما اتّهمت جماعات معارضة مختلفة، الحكومة السورية بالقيام بانتهاكات طائفية ضد أهل السنة من خلال التطهير الطائفي للمدن وعمليات التغيير الديمغرافي. ودعت قوى دينية عربية لإنقاذ الشعب السوري من «إجرام النظام الطائفي» وإلى «الجهاد» ضد السلطة، وفي منطقة الحكم الذاتي الكردية، هناك اتهامات مُوجهة للقوات الكردية بالقيام «بانتهاكات ذات صبغة عرقية» بشكل رئيسي بحق «المكون العربي»، وأيضاً بحق «المكونين التركماني والآشوري». وقد تم توجيه اتهامات إلى تنظيم الدولة الإسلامية بالقيام بعمليات تطهير وإبادة واسعة شملت أقليّات مختلفة على أساس طائفي وعرقي في مناطق سيطرته في سوريا والعراق.

## التركيبة السكانية
لا يوجد أرقام إحصائية تخص التركيب الطائفي والعرقي لسكان الجمهورية العربية السورية في سوريا، ولكن هناك تقديرات نسبية. بشكل عام، يشكل المسلمون الذين ينتمون إلى مذهب أهل السنة والجماعة غالبية الشعب السوري من الناحية الطائفية، في حين يشكل العرب الساميون الغالبية العُظمى للسكان من الناحية العرقيّة.
ترتفع الكثافة السكانية بشكل كبير في المدن الرئيسية، التي يشكل سكانها خليطاً طائفياً وعرقيّاً، وتحديداً دمشق وريفها وحلب وحمص واللاذقية، وتكون متوسطة على الساحل السوري وفي ريف حلب وسهل الغاب وجنوب غرب سوريا، وبنسبة أقل في جبل العرب وحوض نهر الفرات ومنطقة الجزيرة في الشرق والشمال الشرقي، أما بادية الشام في الأضعف من حيث الكثافة.

### التوزع الطائفي

تقديرات وكالة الاستخبارات المركزية للنسبة المئوية لأتباع الطوائف الرئيسية في سوريا في العام 2018م.

أشارت وكالة الاستخبارات الأمريكية في التقرير الدولي عن حرية الأديان الذي أصدرته في العام 2006م إلى أن المسلمون السنة يشكلون ما يقارب 74% تعداد السكان، فيما تشكل مجموعات إسلامية أخرى تشمل العلويين والإسماعليين والشيعة معاً ما نسبته 13%، أما الدروز فيشكلون 3%. بالإضافة لذلك أشار التقرير لوجود جماعات مسيحية تنتمي إلى مذاهب وفرق مختلفة تشكل 10% من تعداد السكان، وأقلية يزيدية وبضعة عشرات من اليهود.

#### المسلمون
أهل السنة والجماعة 
يشكل المسلمون السنّة أكبر طائفة إسلامية في سوريا، ويعد المذهب الأوسع انتشارًا في البلاد هو المذهب الحنفي، مع تواجد بضع جيوب للمذاهب الأخرى، كما تنتشر في سوريا الصوفية، خصوصًا الطريقة النقشبندية.
يتركز المسلمون السنة في المدن الكبرى، مثل دمشق وحلب وحمص وحماة، ويشكلون الغالبية في المحافظات، باستثناء محافظة اللاذقية حيث يشكلون الأغلبية في مدينة اللاذقية فقط،
ويشكلون أقلية في محافظة طرطوس حيث يتركزون في مدينة بانياس وبعض القرى، كما يشكلون أقلية في محافظتي الجولان والسويداء حيث تسود أغلبية درزية.
العلويون 
أمّا العلويون فيتركزون في جبال الساحل السوري عمومًا، وهي المنطقة حيث نشأت هذه الطائفة الإسلامية الصغيرة.
يشكل العلويون أقلية في سوريا بنسبة تقارب 10٪، لكنهم يشكلون أغلبية في محافظتي اللاذقية وطوطوس، ويتواجدون بشكل متوسط في منطقة مصياف بريف حماة الغربي، وأيضًا في منطقة تلكلخ بريف حمص الغربي. وقد انتقل عدد من العلويين للعيش في دمشق وريفها بعد وصول حافظ الأسد إلى السلطة.
ومن المناطق التي يشكل فيها العلويون أقلية مدينة حمص، كما يقطنون في مناطق كثيرة أخرى. هذا فضلاً عن تواجدهم في منطقة لواء اسكندرون، وعن وجود أقلية علوية في الجولان المحتل، كما أن لهم تواجد كبير في شمال لبنان على الحدود مع سورية.
تاريخياً، عانت الطائفة العلوية من التمييز، فكفرهم الشيعة  وأهل السنة  معاً. ثُمّ أفتى موسى الصدر في العام 1973 باعتبار العلويين فقهياً جزءاً من الطائفة الشيعية.
 الشيعة الإثني عشرية 
الشيعة الإثنا عشرية هم أقلية صغيرة في سوريا. يقطن أبناء هذه الطائفة في العديد من القرى بمحافظة حلب مثل نبل والزهراء، وأيضًا في محافظة حمص على الحدود مع لبنان مثل أكوم والعقربية والمصرية والمزرعة والثابتية والزورزورية والغور الغربية وحوش السيد علي وأم العمد وزيتا الغربية. كما يشكلون الأغلبية في مدينتي الفوعة وكفريا بمحافظة إدلب.
ومن أهم مناطق تواجد الشيعة تاريخيًا هي بلدة السيدة زينب بريف دمشق حيث يوجد مرقد السيدة زينب، وأيضاً في حي الأمين بدمشق. وينتشرون بشكل أقل في محافظة درعا ومحافظة دير الزور ومحافظة الرقة، وفي مدنتي حمص وجسر الشغور وبضعة أماكن أخرى.
الشيعة الإسماعيلية
يتواجد الشيعة الإسماعيليون في محافظة حماة في مصياف والقدموس والسلمية.

#### المسيحيون

رسمٌ بيانيٌّ يُظهرُ المراحل التي مرَّت بها المسيحيَّة عبر التاريخ وانشقاقها إلى الكنائس المألوفة اليوم.

المسيحيون في سوريا هم مزيج من الطوائف الأرثوذوكسية الشرقية، الأرثوذوكسية المشرقية، الكاثوليكية،
البروتستانتية وكنيسة المشرق، كما تتنوع انتماءتهم العرقيّة من عرب وسريان وأرمن، ويشكلون حوالي 10% من السكان ويتمتعون بالحقوق والحريات الدينية الكاملة، ولكنهم ليسوا على قدم المساواة في الحقوق المدنية مع بقية الطوائف، حيث نصت الدساتير المتتابعة في الجمهورية العربية السورية على وجود قيود دينية على منصب رئاسة الجمهورية، تمنع المسيحيين من الترشح له.
اللغة العربية هي الآن اللغة الرئيسية للعرب المسيحيين على الرغم من اختلاف الطقوس.[بحاجة لمصدر]
- الأرثوذكسية الشرقية

يشكل الروم الأرثوذكس القسم الأول من
الروم الأنطاكيين، وهم العرب المسيحيون السوريون، ويتواجدون أساسًا في غرب سوريا، في منطقة وادي النصارى وفي المدن الهامة مثل دمشق خاصة أحياء «باب توما» و«القصاع» وأيضًا في مدينة حلب، ويتبعون لبطريركية أنطاكية وسائر المشرق للروم الأرثوذكس. أكبر الطوائف المسيحية في سوريا هي طائفة الروم الأرثوذكس، ثم طائفة الروم الكاثوليك، تليها طائفة السريان الأرثوذكس.
- الأرثوذكسية المشرقية

1. السريان الأرثوذكس:
2. الأرمن الأرثوذكس: يشكل الأرمن السوريون ما يقارب 2٪ من إجمالي السكان، ويعدون جزءًا من الشتات الأرمني الذي ترك وطنه بعد مذابح الأرمن. ينتمي معظمهم إلى كنيسة الأرمن الأرثوذكس وقليل منهم إلى كنيسة الأرمن الكاثوليك.

- الطوائف الكاثوليكيّة

1. الروم الملكيين الكاثوليك: الروم الملكيين الكاثوليك هم القسم الثاني من الروم الأنطاكيين في سوريا، ويشكلون ثاني أكبر طائفية مسيحية في سوريا، ينتشرون في الأحياء ذات الأغلبية المسيحية في دمشق وحلب، وقرى وبلدات مسيحية أخرى. يتبعون لكنيسة الروم الملكيين الكاثوليك، ومركزهم في دمشق هو أبرشية دمشق للروم الملكيين الكاثوليك، ويعرفون بانتماءهم الشرقي مع صلة مباشرة مع البابا.
2. طوائف كاثوليكية أخرى: وينتشر في سوريا عدة طوائف كاثوليكية أخرى، تعد أقلية بين مجمل المسيحيين السوريين. وهذا يشمل الكنيسة المارونية، كنيسة الأرمن الكاثوليك، الكنيسة الكلدانية الكاثوليكية، الكنيسة السريانية الكاثوليكية واللاتين.

- الطوائف البروتسانتية
- كنيسة المشرق

#### طوائف أخرى
الدروز
يتركز الدروز السوريون في جنوب سوريا عموماً، خصوصًا منطقتي جبل الدروز والجولان، ويخضعون لقانون أحوال شخصية خاص بهم. يشكل الدروز الغالبية في محافظة السويداء، مثل مدن السويداء، صلخد، المزرعة والكفر. وفي محافظة القنيطرة مثل بلدة حضر في الجزء السوري، ومجدل شمس، مسعدة، بقعاثا، عين قنية والغجر في الجزء المحتل إسرائيليًا. كما يتواجدون في مناطق عدة بمحافظة ريف دمشق مثل مدينتي جرمانا وصحنايا. فضلاً عن قرى درزية صغيرة في جبل السماق بمحافظة إدلب، مثل قلب لوزة وكفتين ومعرة الإخوان، وقد تعرضوا هناك لانتهاكات طائفية أدت لتحولّهم إلى المذهب السنّي.
المرشديون
الإيزيديون
تعود الديانة اليزيديّة إلى عصور ما قبل الإسلام. خلال القرنين الخامس عشر والسادس عشر، هاجر الإيزيديون من جنوب تركيا واستقروا في معقلهم الجبلي الحالي في جبل سنجار في شمال شرق سوريا والعراق. على الرغم من أن بعضهم متشتت في تركيا وأرمينيا، إلا أن العراق هو مركز حياتهم الدينية، موطن أميرهم، وقبر أكثر قديسيهم الموقرين، الشيخ عدي. ويستقر معظم اليزيديين في المناطق شبه البدوية وليس لديهم رؤساء كبيرين، ويتحدثون لغة كرمانجي.
يعيش الإيزيديون في سوريا بشكل أساسي في مجتمعين، أحدهما في منطقة الجزيرة والآخر في جبل حلب. أما أعداد سكان المجتمع الإيزيدي السوري فهي غير واضحة. في عام 1963، كان المجتمع يُقدَّر بنحو 10,000 نسمة، وفقاً للتعداد الوطني، ولكن أعداد السكان الإيزيديين لعام 1987 كانت غير متوفرة. قد يكون هناك ما بين حوالي 12,000 و15,000 من الإيزيديين في سوريا اليوم، على الرغم من أن أكثر من نصف المجتمع قد هاجر من سوريا منذ عقد 1980. ازدادت التقديرات تعقيداً بسبب وصول ما يقرب من 50,000 من اللاجئين الإيزيديين من العراق خلال حرب العراق. منذ عام 2014، دخل بعض الإيزيديين من العراق إلى المناطق التي يُسيطر عليها الأكراد في سوريا هرباً من اضطهاد الإيزيديين من قبل تنظيم داعش.
في عام 2014، كان هناك حوالي 70,000 من اليزيديين في سوريا، وخاصةً في منطقة الجزيرة.

### التوزع العرقي
وفقًا لدراسات متتابعة أجرتها وكالة الاستخبارات المركزية في الولايات المتحدة يشكل العرب غالبية سكان سوريا بينما تشكل باقي العرقيات من أكراد وسريان وأرمن وتركمان أقليات متفاوتة الحجم.(1)

#### العرب
السكان العرب في الجمهورية العربية هم السكان الذيت يعودون بأصلهم إلى القبائل العربية التي سكنت سوريا الجغرافية منذ القدم، أو التي استوطنتها بعد الفتح الإسلامي، وإلى السكان المستعربين الذي يعود أصلهم إلى العرق الآرامي.[بحاجة لمصدر] من حيث التعداد، يشكل العرب العرقيّة ذات تعداد السكان الأكبر في الجمهورية العربية السورية، ويُعدّون غالبية السكان في كل المحافظات،[بحاجة لمصدر]، وهم يتحدثون اللغة العربية، وهي اللغة الرسمية في الدولة.[بحاجة لمصدر]
 العرب الفلسطينيون 

#### الأكراد
يتوزع أكراد سوريا عموماً في شمال سوريا في محافظتي الحسكة وحلب، وبشكل محدود في دمشق والمدن الأخرى. تشير دراسة مستقلة  إلى نسبة الأكراد في محافظة الحسكة لا تتعدى 30٪ من إجمالي السكان، حيث يشكل العرب الغالبية فيها مع وجود نسبة صغيرة من السريان والآشوريين، وبحسب الدراسة السابقة، ينتشر الأكراد بالشكل التالي:
- محافظة الحسكة: تقسم المحافظة إلى عدة مناطق، يتنوع توزع الأكراد بين منطقة وأخرى، ففي أماكن يشكلون الأغلبية وفي أخرى يشكلون أقلية. في منطقة القامشلي يشكل الأكراد الغالبية العظمى في المدينة، أما في نواحيها، فيشكلون غالبية سكان ناحية عامودا. وفيمنطقة المالكية، يشكل الأكراد غالبية سكان المركز بنسبة 72٪، و59٪ من سكان ناحية الجوادية، بينما يقلون في ناحية اليعربية. وفي منطقة رأس العين يشكلون غالبية سكان المدينة، و65٪ من سكان ناحية الدرباسية. أما في منطقة الحسكة فينحصر تواجدهم في بضعة أحياء بمدينة الحسكة وبضعة قرى في الريف.
- محافظة حلب: يشكل الأكراد الغالبية العظمى في منطقة عفرين مدينةً وريفاً. أما في منطقة عين العرب فهم غالبية سكان مدينة عين العرب (كوباني)، بينما يقلون في الريف. أما داخل مدينة حلب، فيتركز الأكراد في حي الشيخ مقصود وحي الأشرفية.
- يتركز «أكراد دمشق» في حي ركن الدين الذي سُمّي تاريخياً بحي الأكراد. كما تحوي باقي محافظات سوريا أعداد كبيرة من العائلات والعشائر الكردية التي اندمجت في المجتمع السوري بشكل كامل.

#### جماعات أخرى
آشوريون/سريان/كلدان 
يتواجد الآشوريون في شمال شرق سوريا (مع وجود قسم كبير منهم في شمال العراق، وجنوب شرق تركيا وشمال غرب إيران)، ويتميزون إثنيًا ولغويًا عن باقي المسيحيين السوريين، فهم يتبعون التراث الآرامي التراث ولكن الآن يتحدثون العربية بشكل كبير. يعود أصلهم إلى الحضارات الآشورية القديمة وحضارة بلاد ما بين النهرين كما يحتظون باللغة الآرامية الشرقية (السريانية) كلغة إضافية منطوقة.
وبالنسبة لانتماءاتهم الكنسية، ينتمي معظمهم إلى الكنيسة السريانية الأرثوذكسية، ويتوزع الباقي بين الكنيسة السريانية الكاثوليكية وكنيسة المشرق الآشورية والكنيسة الكلدانية الكاثوليكية.
التركمان
الشركس
الغجر

## خلفية تاريخية وقانونية

### العهد العثماني
أفاد الصحفي نير روزن الذي يعمل مع قناة الجزيرة، بأن العلويين يخافون من الهيمنة السنية، لأنهم تعرضوا للاضطهاد من قبل السنة خلال العصور العثمانية. وفي السنوات الأولى من القرن العشرين، كانت طبقة التجار السُنّة تدير سياسة البلاد وثرواتها.
وخلال العصور العثمانية لم يتم معاملة العلويين كباقي السكان المسلمين، حيث عانوا من الاضطهاد وقامت الدولة العثمانية بتكفيرهم وفرضت عليهم ضرائب باهظة، كما أنهت استقلالهم الذاتي في جبال الساحل السوري.

### العهد الفيصلي
تم إعلان استقلال سوريا للمرة الأولى في التاريخ الحديث بعد نجاح القوات العربية بقيادة الأمير فيصل بن الشريف حسين بطرد العثمانيين من سوريا، وهذا بعد اندلاع الثورة العربية الكبرى.
لاحقاً، تمّ تنصيب فيصل الأول ملكاً على البلاد التي سُميّت بالمملكة العربية السورية ويعد هذا أول إعلان عن دولة عربية في سوريا، في تجاهل تام للمكونات غير العربية من سريان وأكراد وتركمان.[بحاجة لمصدر] وأثناء حفل الاستقلال، ألقى بطريرك أنطاكية للروم الأرثوذكس غريغوريوس حداد بياناً باسم الطوائف المسيحية واليهودية حول النقاط السبعة المتفق عليها مع الملك وأهمها: طاعة الله واحترام الأديان والحكم بالشورى وفق القوانين والأنظمة التي ستوضع والمساواة في الحقوق والواجبات.
تضمّن دستور المملكة، والذي يعد أول دستور سوري في العصر الحديث، المبادئ الأساسية الناظمة لطبيعة الحكم، وللعلاقة بين الدين والدولة حيث جعل سوريا «دولة مدنية» وفرض احترام الطوائف وطقوسها، فنص الدستور في مادته الأولى:
| الطائفية والعرقية في الحرب الأهلية السورية | إن حكومة المملكة العربية السورية حكومة ملكية مدنية نيابية عاصمتها دمشق الشام ودين رئيسها الإسلام | الطائفية والعرقية في الحرب الأهلية السورية |

وفي المادة الثالثة عشر التي تناولت حرية الاعتقاد ورد التالي:
| الطائفية والعرقية في الحرب الأهلية السورية | لا يجوز التعرض لحرية المعتقدات والديانات ولا منع الحفلات الدينية من الطوائف على ألا تخل بالأمن العام أو تمس بشعائر الأديان والمذاهب الأخرى | الطائفية والعرقية في الحرب الأهلية السورية |

- حدد الدستور في مادته الثالثة اللغة الرسمية في «جميع المملكة» لتكون اللغة العربية، ولم يلحظ أو يشير إلى أي من اللغات الأخرى المحكية في سوريا مثل الكردية وسريانية.

لم تعمّر المملكة السورية أكثر من 4 أشهر، ولذلك لم يدخل دستورها حيّز التنفيذ فعليّاً، وسقطت سوريا في يد الفرنسيين بعد هزيمة الجيش السوري في معركة ميسلون، وأعلن الفرنسيون سوريا دولةً مُنتدَبة وأنهت عهد المملكة العربية السورية في شهر يوليو من العام 1920م، ليبدأ بعدها عهد الانتداب الفرنسي.

### عهد الانتداب الفرنسي
تقسيم سوريا 
| الطائفة الدينية                 | الطائفة الدينية                 | التعداد (نسمة) |
| ------------------------------- | ------------------------------- | -------------- |
| المسلمون السنة                  | المسلمون السنة                  | 1,971,053      |
| المسلمون الشيعة                 | المسلمون الشيعة                 | 12,742         |
| العلويون                        | العلويون                        | 325,311        |
| الاسماعيليون                    | الاسماعيليون                    | 28,527         |
| دروز                            | دروز                            | 78,184         |
| يزيديون                         | يزيديون                         | 2,788          |
| يهود                            | يهود                            | 29,770         |
| سريان-كلدان-آشوريون             | سريان أرثوذكس                   | 40,135         |
| سريان-كلدان-آشوريون             | سريان كاثوليك                   | 16,247         |
| سريان-كلدان-آشوريون             | كلدان                           | 9,176          |
| سريان-كلدان-آشوريون             | آشوريون                         | 4,719          |
| مجموع السريان-الكلدان-الآشوريون | مجموع السريان-الكلدان-الآشوريون | 70,227         |
| أرمن                            | أرثوذكس                         | 101,747        |
| أرمن                            | كاثوليك                         | 16,790         |
| مجموع الأرمن                    | مجموع الأرمن                    | 118,537        |
| بروتستانت                       | بروتستانت                       | 11,187         |
| لاتين                           | لاتين                           | 5,996          |
| موارنة                          | موارنة                          | 13,349         |
| روم أرثوذكس                     | روم أرثوذكس                     | 136,957        |
| روم كاثوليك                     | روم كاثوليك                     | 46,733         |
| مجموع المسيحيين                 | مجموع المسيحيين                 | 403,036        |
| المجموع العام                   | المجموع العام                   | 2,860,411      |

الدويلات الطائفية في سوريا بعد الانتداب الفرنسي

أصدر المفوض السامي الفرنسي هنري غورو بيانات عرفت بمراسيم التقسيم بين أغسطس 1920 ومارس 1921 أدت لتقسيم الولايات العثمانية في بلاد الشام إلى دويلات عدة على أسس طائفية، وقد برر غورو ذلك أمام البرلمان الفرنسي عندما قال:

| الطائفية والعرقية في الحرب الأهلية السورية | هذه المكونات غير متمازجة مع بعضها البعض | الطائفية والعرقية في الحرب الأهلية السورية |

هذه الدول هي:
1. دولة دمشق: عاصمتها دمشق، احتوت على معظم الدوائر ومراكز السلطة، حسب التعداد السكاني الفرنسي عام 1921 شكل المسلمون السنة 75% من السكان، بينما شكل المسيحيون 11.5% وتوزع الباقي على الأقليات الدينية والجاليات.[43]

1. دولة حلب: عاصمتها حلب التي شكل العرب المسلمون السنة غالبيتها، مع وجود أقليات مسيحية، شيعية، كردية، شركسية. وقد أُنشأ ضمنها كيان ذو استقلال ذاتي باسم «مقاطعة الجزيرة» التي ضمّت غالبية كردية-سريانية. كما تم لاحقًا فصل لواء اسكندرون ذو الغالبية العربية-الأرمنية عن دولة حلب وضمه إلى تركيا.
2. دولة جبل الدروز: سميت في البداية «دولة السويداء»، عاصمتها السويداء ضمت غالبية درزية إلى جامب أقلية مسيحية،[24] وقد نُسب اسمها إلى جبل الدروز.
3. دولة جبل العلويين: عاصمتها اللاذقية، ضمت غالبية علوية مع وجود أقليات مسيحية وإسماعيلية وسّنية.
4. دولة لبنان الكبير: وهي منطقة جبل لبنان بعد إضافة أقضية تم اقتطاعها من دمشق، كانت غالبية السكان مسيحية بنسبة تفوق 80%. وقد فصلت نهائياً عن سوريا وشكلت جمهورية لبنان.

 دستور 1930 
جاء الانتداب الفرنسي بدايةً ليحكم سوريا بشكل مباشر بعد قضائه على المملكة السورية العربية، التي حلت محل السلطنة العثمانية التي كانت قائمة لقرون على نظام الخلافة الإسلامية. تجلت أولى المحاولات لبناء «جمهورية مدنية» في سوريا بعد إصدار دستور 1930، الذي بدأ مرحلة اتجاه نحو العلمانية بفصل أكبر للدين عن الدولة.
أكدّ الدستور على صلاحيات فرنسا كدولة مُنتدِبة على سوريا، وشدد على سيادة الطابع العروبي فيها، وضمن استقلال القضاء، والمساواة بين المواطنين على اختلاف دياناتهم أمام القانون، كما جعل من سوريا «دولة نيابية».
من أبرز مواد الدستور التي تمس القضايا الطائفيّة والعرقيّة:
- المادة 3: | الطائفية والعرقية في الحرب الأهلية السورية | سورية جمهورية نيابية دين رئيسها الإسلام وعاصمتها مدينة دمشق | الطائفية والعرقية في الحرب الأهلية السورية |

حددت جميع الدساتير اللاحقة دين رئيس الجمهورية بالإسلام، وأخلّ ذلك بالمساواة في الحقوق المدنية مع باقي المواطنين الذين ينتمون لطوائف دينية أخرى، كالمسيحية والدروز.(3)
- المادة 6: «السوريون لدى القانون سواء وهم متساوون في التمتع بالحقوق المدنية والسياسية وما عليهم من الواجبات والتكاليف ولا تمييز بينهم في ذلك بسبب الدين أو المذهب أو الأصل أو اللغة»
- المادة 15:«حرية الاعتقاد مطلقة. وتحترم الدولة جميع المذاهب والأديان الموجودة في البلاد وتكفل حرية القيام بجميع شعائر الأديان والعقائد على أن لا يخل ذلك بالنظام العام ولا ينافي الآداب وتضمن الدولة أيضاً للآهلين على اختلاف طوائفهم احترام مصالحهم الدينية وأحوالهم الشخصية.»

وهي المادة التي كفلت الحرية الدينية والفكرية في البلاد.
- المادة 24: «اللغة العربية هي اللغة الرسمية في جميع دوائر الدولة إلا في الأحوال التي تضاف إليها بهذه الصفة لغات أخرى بموجب القانون أو بموجب اتفاق دولي»

ورغم سماح هذه المادة بإضافة لغات أخرى، إلا أن القانون السوري في كل المراحل والحالات تجاهل المكونات السريانية والكردية وغيرها، ومنع أي لغات غير العربية من النشاط الملحوظ.[بحاجة لمصدر]
- المادة 28: «حقوق الطوائف الدينية المختلفة مكفولة. ويحق لهذه الطوائف أن تنشئ المدارس لتعليم الأحداث بلغتهم الخاصة بشرط أن تراعي المبادئ المعينة في القانون».
- المادة 37: «تراعى في قانون الانتخاب أصول التصويت السري وتمثيل الأقليات الطائفية»، وهي تنص على وجوب مراعاة تمثيل الأقليات في انتخابات المجالس النيابية.[45]

وضع دستور 1930م الصياغة العامة للمواد التي تمسل المسائل الدينية والعرقية، واعتمدت الدساتير اللاحقة على مادته التشريعية بهذه القضايا.

### من الجلاء حتى وصول البعث للسلطة
دستور 1950 
بعد ثلاث انقلابات في عام 1949، تم إصدار أول دستور سوري بعد الاستقلال. أبقى الدستور على رمزيّة «المادة الثالثة» في تحديد القضايا الدينية في سوريا، وقد اقتُبس محتوى هذه المادة من الدستور السابق.
شملت المادة الثالثة أربعة أقسام:
1. دين رئيس الجمهورية الإسلام.
2. الفقه الإسلامي مصدر رئيسي للتشريع.
3. تحترم الدولة جميع الأديان السماوية، وتكفل حرية القيام بجميع شعائرها على أن لا يخل ذلك بالنظام العام.
4. الأحوال الشخصية للطوائف الدينية مصونة ومرعية.

تعرض الدستور لتعطلات وتخبطات كثيرة خصوصًا أثناء الانقلابات المتتالية، وقد انتهى العمل به رسميًا بعد إعلان الوحدة المصرية السورية.
 معارك جبل العرب 
 الوحدة مع مصر 
قبل قيام الوحدة المصرية السورية اشترط جمال عبد الناصر أن يتم حل جميع الأحزاب في سوريا، وقد قَبل الجانب السوري (بزعامة شكري القوتلي) الشرط وتم حل معظم الأحزاب مما منع ظهور نشاط سياسي ديني فترة الوحدة.
في عام 1960م، صدر قانون حل المحافل البهائية، وحظر على الأفراد والمنظمات والهيئات القيام بأي نشاط كانت تمارسه هذه المحافل.
لكن وفي عام 1961، حصل انقلاب عسكري في الجانب السوري، وأعيد تكوين الدولة السورية تحت مُسمّى الجمهورية العربية السورية" في إشارة إلى الطابع العروبي للدولة، وبدأ الصراع بين حكومة الانفصال وبين حزب البعث القومي العربي انتهى بوصول الأخير للسلطة واستيلاءه على الحياة السياسية السورية بعد انقلاب 1963.
 المسألة الكردية 
أجرت الحكومة السورية عام 1962 إحصاء سكاني قصير في محافظة الحسكة بناء على مرسوم تشريعي، وقد نتح عن ذلك الإحصاء تجريد 120 ألف كردي سوري من جنسياتهم، بحجة أنهم ليسوا سوريين بل قدموا من الأراضي المجاورة، مما أدى إلى فقدانهم حقوق الملكية، وتمت معاملتهم منذ ذلك الحين «كسوريين أجانب» بدون حقوق مدنية أو سياسية، مما أدى إلى قيام عدة حركات كردية معارضة للنظام دعت إلى الاعتراف بالأكراد وحقوقهم، عملت الأجهزة الأمنية على ملاحقة واعتقال أعضاءها.
لقد اشتدت الأوضاع بين السكان الأكراد والحكومة منذ قرار تجريد 120 الف كردي لجنسيتهم في محافظة الحسكة عام 1962. فقد اتهمت قوى سياسية كردية الحكومة السورية بمحاولة «تعريب» المناطق الكردية وجلب العشائر العربية لتسكن مكان الأكراد، وتغيير أسماء القرى الكردية إلى أسماء عربية. كما طالب الكثير من الأكراد السلطة «بالاعتراف بهم وبحقوقهم المشروعة» وإطلاق سراح المعتقلين والغاء قانون الطوارئ.

لقد سبق للأكراد تلقي عدة وعود من المسؤولين بالعمل على حل قضيتهم في إعادة الجنسية السورية والحقوق المدنية والسياسية لهم، آخرها وعد من بشار الأسد في نيسان 2011 الذي قام بتشكيل لجان خاصة لمتابعة الموضوع وإعادة الجنسية لمن فقدوها، وقد أصدر الرئيس السوري بعد انتهاء اللجان من أعمالها، مرسومًا يقضي بمنح الجنسية السورية للأكراد المسجلين كأجانب في محافظة الحسكة في أول تنفيذ فعلي من الحكومة للوعود التي منحتها للأقلية الكردية.

### العهد البعثي

#### نظرة عامة
بعد انقلاب 1963 العسكري، وصل حزب البعث العربي الاشتراكي إلى السلطة في سوريا، وأسس نظام حكم جمع نظامُه بين الاشتراكية والقومية العربية. ثُمّ في عام 1970م، حصل انقلاب داخلي في حزب البعث، ووصل حافظ الأسد، وهو ضابط علوي إلى رأس السلطة، فتحسّن وضع أبناء الطائفة العلوية.، ثم أمر الأسد بوضع دستور جديداً للبلاد.
يستند النظام القانوني السوري أساسًا على القانون المدني، وتأثر بشدة بفترة الحكم الفرنسي.[بحاجة لمصدر] كما أن جزءًا منه مستمد من القانون المصري لعبد الناصر،[بحاجة لمصدر] وإلى حد كبير من نظام ملي العثماني وقليل جدًا من الشريعة الإسلامية.[بحاجة لمصدر] سوريا لديها محاكم مدنية جنائية ومحاكم طائفية منفصلة للأحوال الشخصية.
المدارس في سورية غير طائفية، ولكن هناك تعليم ديني إلزامي فيها لكل المجموعات الدينية، وهو إمّا إسلامي أو مسيحي. كما تم إنشاء محاكم مدنية جنائية، إضافة إلى المحاكم الشرعية التي تختص بأمور الإرث والزواج. قانون الأحوال الشخصية السوري كان قائماً على الشريعة الإسلامية، لكن وبعد تولي الأسد الابن للسلطة عمل على إصدار قوانين أحوال شخصية خاصة بالطوائف المختلفة، نتيجة لذلك، لدى الطوائف المسيحية في سوريا وبعض الطوائف المستقلة الأخرى قوانين أحوال شخصية خاصة بها.
 دستور 1973 
حدد الدستور الجديد في مادته الأولى أن أهداف المجتمع السوري هي «الوحدة والحرية والاشتراكية» وأن سوريا هي جزء من «اتحاد الجمهوريات العربية» وأن «الشعب في القطر السوري جزء من الأمة العربية». ثُمّ نصّ في مادته الثالثة والثمانين على على وجوب كون الرئيس منحدراً من جماعة عرقية محددة، واشترط كونه «عربياً سورياً». أما المادة الثالثة من الدستور، فقد خُصصت لشرح العلاقة بين الدين والدولة. ونصّت على أن دين رئيس الجمهورية هو الإسلام، وعلى أنّ الفقه الإسلامي هو مصدر رئيسي للتشريع. أمّا مادته الخامسة والثلاثين فنصّت على أن «حرية الاعتقاد مصونة وتحترم الدولة جميع الأديان» وأيضاً بأنّ الدولة «تكفل حرية القيام بجميع الشعائر الدينية على أن لا يخل ذلك بالنظام العام».
بحسب الدستور الجديد، أصبح حزب البعث العربي الاشتراكي هو الحزب «القائد في المجتمع والدولة»، وقضى ذلك على التعددية السياسية في البلاد وتحوّلت سوريا إلى «دولة الحزب الواحد»، في حين شكلت بعض الأحزاب القوميّة والاشتراكية ووالشيوعية الجبهة الوطنية التقدمية والتي انضوت تحت قيادة حزب البعث.
 الصراع مع الإخوان المسلمين 
تأسست حركة الإخوان المسلمين في ثلاثينات القرن العشرين، ووصفت نفسها بأنها حركة إصلاحية دينية، وقد تواجدت بنشاط في البرلمانات التي تبعت استقلال سوريا.
بعد أن أصبح حافظ الاسد رئيسا للبلاد، عمل على تفتيت جماعة الإخوان المسلمين. فمن الناحية القانونية، صدر في 7 تموز 1980 مرسوم تشريعي بتنفيذ عقوبة الإعدام لكل من يثبت انتمائه لجماعة الإخوان المسلمين، وقد تم إعطاء مدة شهر لمن يرغب بتسليم نفسه أو إعلان تركه للتنظيم.
ومن الناحية العسكرية، حدثت صدامات عدة بين الجيش السوري ومقاتلي الجماعة، انتصرت القوات الحكومية في معظمها وقد استطاعت إعادة ضبط الأمور بعد أن أخرجت مقاتلي الإخوان من مدن مهمة مثل حلب.
وتوّجت هذه المعارك بأحداث حماة عام 1982 التي أدت إلى تدمير معظم أجزاء المدينة ومقتل الألوف من سكانها.
سعت الجماعة في سنوات اشتباكها مع السلطات إلى إثارة الشعب على نظام البعث بدافع إسقاط القادة العلويين، وتشكيل دولة إسلامية، لكنهم لم ينجحوا في ذلك، وبعد انتصار الجيش السوري في المعارك الكبرى على جماعة الإخوان المسلمين، استمرت ملاحقة عناصر الإخوان من الأجهزة الأمنية.
 بشار الأسد في السلطة 
بعد ظهور آمال في أن يبدأ بشار الأسد عصر التحرر السياسي بعد خلافته لوالده، اختفت هذه الآمال بعد تشديد الأسد قبضته. قام الأسد الابن بكبح جماعة الإسلاميين المعارضين لكنه سعى إلى توسيع قاعدة سلطته خارج الأقليات والطوائف. روّج السنة إلى السلطة واستعاد العلاقات مع حلب - المعقل السني الذي توترت علاقته بالسلطة منذ قمع الإخوان المسلمين في أوائل الثمانينات.
حاول الأسد الابن الحصول على دعم واسع من الشعب ذو الغالبية المسلمة، فكان تبنيه للدين ضروريًا بعد بداية الانفتاح في ربيع دمشق، ليبتعد عن مرحلة الصراع مع الإسلام السياسي التي بدأها والده، باتجاه نظام متسامح مع الأيدلوجيات الأخرى، وقد تم تسريب بعض أشرطة فيديو لأحد أبنائه يقرأ القرآن. استمر الأسد بالاعتماد على إيران للحصول على الإمدادات العسكرية لكنه قام بتحسين العلاقات مع تركيا. كان اعتماد الأسد سياسة الخطاب الجهادي على العراق وفلسطين تنطوي على مخاطر، فسمحت للتوترات العرقية والطائفية الكامنة من الظهور، وبتنظيم جماعات سنية وطوائف أخرى غير مستقرة ومجموعات نشيطة ازدهرت في عهد والده حافظ الأسد.
لقد أثر دعم نظام الأسد للجهاديين في العراق بعد الغزو الأميركي لها في ظهور ونشاط التنظيمات الإرهابية في سوريا لاحقًا مثل تنظيم داعش الذي تفرع عن تنظيم «دولة العراق الإسلامية».
وقد اشتكى رئيس الوزراء العراقي نوري المالكي إلى مجلس الأمن الدولي لفتح تحقيق في تفجيرات ببغداد، بعد اتهامه زعماء حزب البعث العراقي في سوريا بالتخطيط لها بدعم من السلطات هناك.
في شهر يوليو 2010، أشارت تقارير إعلامية مُتقاطعة بصدور توجيهات حكومية تقضي بمنع دخول الطالبات المنقبات إلى حرم الجامعات السورية العامة والخاصة، وبرر وزير التعلي العالي ذلك بأن النقاب «يتعارض مع القيم والتقاليد الأكاديمية ومع أخلاقيات الحرم الجامعي» وبأنّه لا يمكن ترك الطلاب «عرضة للأفكار والعادات المتطرفة». لكن بعد انطلاق حركة الاحتجاجات في عام 2011م، أشار تقرير إعلامي إلى رفع الحظر في «خطوة تبدو لاسترضاء المسلمين السنة».
 انتفاضة الأكراد 

#### الربيع العربي وما بعده
دستور 2012 
بعد حركة الاحتجاجات في عام 2011، كلف بشار الأسد لجنة دستورية بوضع دستور جديد للبلاد، ثُمّ عُرض على الاستفاء العام، وجاء النتيجة لصالح إقراره، فاعتمد في رسمياً في شهر فبراير من العام 2012م. نتيجة لذلك، ألغيت المادة الثامنة، التي تمنح حزب البعث العربي الاشتراكي صفة «القائد في الدولة والمجتمع» وسمح بذلك بالتعددية الحزبية في سوريا. أما فيما يخص العلاقة بين الدين والدولة فقد بقيت المادة الثالثة التي كانت موجودة في الدستور السابق كما هي بدون تغيير.
كما يتسم الدستور الحالي، بطابع عروبي أكثر من غيره، وتحوي مقدمته إشارات على «عروبة سورية» كما ينص على أن سوريا «جزء من الأمة العربية» وإضافة لذلك فإن القسم الرئاسي يوجب على الرئيس التقيد بالطابع العربي لسوريا حيث تضمن:
| الطائفية والعرقية في الحرب الأهلية السورية | أقسم بالله العظيم [...] وأن أعمل على تحقيق العدالة الاجتماعية ووحدة الأمة العريية | الطائفية والعرقية في الحرب الأهلية السورية |

## الحرب الأهلية السورية

### الأطراف المتصارعة

الأطراف المحليّة والإقليميّة والدوليّة المُشاركة في الحرب الأهليّة السوريّة.

يمكن تصنيف القوى الأساسية في الحرب الأهلية السورية إلى مجموعات رئيسية هي: أولاً: الحكومة السورية، وهي مدعومة من جمهورية روسيا الإتحادية وجمهورية إيران الإسلامية وحزب الله اللبناني. ثانياً: قوى المعارضة التي تشمل الائتلاف الوطني المعارض والمجلس الوطني السوري، ويمثلهما على الأرض الجيش السوري الحر، وتحصل هذه القوى على دعم عسكري مباشر من الجمهورية التركية، واعتراف سياسي متفاوت من عدة دول غربية. ثالثاً: قوات سوريا الديمقراطية، وهي تجمع عربي كردي، يشكل حزب الاتحاد الديمقراطي نواته، وتحصل على دعم عسكري مباشر من الولايات المتحدة الأمريكية. رابعاً: التنظيمات ذات المرجعية الإسلامية، وتشمل عدد من التنظيمات الجهادية أهمها هيئة تحرير الشام وحركة أحرار الشام الإسلامية وجيش الإسلام، وهناك اختلاف دولي في تصنيف هذه الجماعات كجماعات إرهابية. خامساً: تنظيم الدولة الإسلامية، وهو تنظيم إسلامي متشدد أعلن قيام الخلافة الإسلاميّة في مناطق تحت سيطرته من سوريا والعراق، ويُصنّف عالمياً بأنّه منظمة إرهابية.

### مظاهر الانقسام الطائفي
تبادلت كل من المعارضة والحكومة الاتهامات بالتحريض الطائفي. ذكرت مجلة تايم أن العاملين في الحكومة داخل حمص عُرِض عليهم تلقي راتب إضافي يصل إلى 500 دولار شهريًا للتظاهر بأنهم أنصار للمعارضة يحرضون الطوائف على بعضها. حيث يقومون بالكتابة على الجدران ورسائل أخرى مثل «المسيحيين إلى بيروت والعلويين إلى التابوت» ويهتفون بهذه الشعارات الطائفية في الاحتجاجات المناهضة للحكومة. وقد شوهدَ بعض المتظاهرين يرددون هتافات «المسيحيون إلى بيروت، والعلويون إلى التابوت».
في 12 شباط/فبراير 2013، كشف تقرير لشبكة سي إن إن من داخل مدينة تلكلخ أن المدينة نفسها كانت تحت سيطرة المتمردين، على الرغم من أن القوات الحكومية كانت تتواجد في المنطقة المحيطة بالبلدة. ومع ذلك، لم يكن هناك أي قتال في أنحاء المدينة بفضل اتفاق هش لوقف إطلاق النار بين الجانبين المتحاربين بوساطة شيخ علوي عضو في البرلمان. على الرغم من وقوغ اشتباكات أدت إلى قتل ثلاثة من المتمردين، وعلى الرغم من اتهام القوات الحكومية بمضايقة المدنيين، استمر تنفيذ وقف إطلاق النار إلى حد كبير. المدينة عادت إلى درجة من وظيفة طبيعية وبعض المحلات التجارية قد بدأت في إعادة فتح. حتى أن محافظ حمص استطاع أن يجتمع مع الثوار في المدينة، وقد يسمى وقف إطلاق النار «التجربة». كلا الجانبين رفض الطائفية، مشدداً على ضرورة إبقاء المقاتلين الجهاديين الأجانب خارج البلاد. ومع ذلك الثوار السنة في المدينة قالوا إنهم ملتزمون بإسقاط الأسد.

#### موقف الحكومة
في مقابلة مع تلفزيون راي نيوز 24 الإيطالي، شدد الأسد على تكامل النسيج الاجتماعي السوري من خلال الطوائف المختلفة، وأعرب عن قلقه لما تتعرض له الأقليات كالمسيحيين، من تدمير الكنائس وهدم القرى. وأن سوريا وفق منظوره دولة علمانية متكاملة، عندما قال:

| الطائفية والعرقية في الحرب الأهلية السورية | سورية بلد علماني.. والمجتمع السوري مجتمع علماني.. والعلمانية هنا تعني التعامل مع جميع المواطنين بصرف النظر عن انتمائهم الديني أو الطائفي أو العرقي | الطائفية والعرقية في الحرب الأهلية السورية |

وفي مقابلة مع صحيفة صنداي تايمز، وصف بشار الأسد النظام الحالي في سوريا بأنه القوة العلمانية الوحيدة المتبقية في المنطقة، وقال أن تنظيم القاعدة يشكل خطراً ليس فقط على سورية بل على المنطقة كلها، واتهم دولًا مثل بريطانيا بدعم التنظيمات المتطرفة من أجل إسقاطه.
وعند سؤاله عن البعد الطائفي للحرب الدائرة قال:
| الطائفية والعرقية في الحرب الأهلية السورية | إذا أردنا التحدث عن القلق حيال أي شيء في سورية، فنحن لسنا قلقين على "الأقليات"، هذا وصف سطحي لأن سورية هي مزيج من الأديان، والطوائف، والعرقيات والأيديولوجيات التي تشكّل معاً خليطاً منسجماً ومتناغماً بصرف النظر عن الحصص أو النسب المئوية، ينبغي أن نقلق على غالبية الشعب السوري المعتدل بطبيعته والتي ستصبح أقلية إذا لم نحارب هذا التطرف – وعندها ستتوقف سورية عن الوجود، وإذا كان هناك قلق على سورية بهذا المعنى، ينبغي الشعور بالقلق على الشرق الأوسط، لأننا المعقل الأخير للعلمانية في المنطقة. وإذا كان ثمة قلق على الشرق الأوسط، ينبغي على العالم بأسره أن يكون قلقاً على استقراره | الطائفية والعرقية في الحرب الأهلية السورية |

#### موقف المعارضة
وفقًا لصحيفة فاينانشال تايمزفإن «نشطاء المعارضة قد عملوا بجد لإيصال رسالة غير طائفية». لقد أظهرت لقطات فيديو من ضواحي دمشق، المتظاهرين وهم يحملون ملصقات تضمّ كل من الهلال الإسلامي والصليب المسيحي.

### قضايا طائفية وعرقية إشكالية

#### التغيير الديمغرافي
سعت حملات عدة منها حملة رسالة الشام (بالفارسية: نامه شام) إلى تسليط الضوء على 'الطبيعة الطائفية للمارسات التي تقوم بها الحكومة السورية مدعومةً من إيران"، والتي تتضمن محاولات تغيير التركيبة الديموغرافية في مناطق من سوريا عن طريق إزالة السكان السنّة من المدن.
في أواخر عام 2015، صرح رئيس لجنة الشؤون الخارجية في الولايات المتحدة الأمريكية إد رويس، أن القادة العسكريين قد أبلغوه عن «حملات التطهير العرقي» التي يقودها «حزب الله»؛ وقال «لقد كنت أطلع على حقيقة أن إيران قامت بجلب ميليشيات حزب الله وعائلاتهم إلى المناطق والأحياء السنية في دمشق وتقوم بترحيل السكان السنّة منها حيث تقوم بحملة تطهير طائفي».
بعد أن استولت القوات التي تقودها تركيا على منطقة عفرين في أوائل عام 2018، بدؤوا في تنفيذ سياسة إعادة التوطين من خلال نقل مقاتليهم العرب غالبًا، واللاجئين من جنوب سوريا، إلى المنازل الفارغة التي تعود إلى السكان المحليين النازحين. وغالبًا ما مُنع أصحاب هذه المنازل السابقون، والّذين معظمهم من الأكراد أو اليزيديين، من العودة إلى عفرين. قال لاجئون من الغوطة الشرقية لدمشق إنهم جزء من «التغيير الديموغرافي المنظم» الذي كان من المفترض أن يحلّ بأغلبية عربيّة مكان سكان عفرين الأكراد.

#### التشييع
لطالما اتّهمت المُعارضة السّورية القوّات الإيرانية بنشر الفكر الشيعي في سوريا. في تقرير صحفي لصحيفة وول ستريت جورنال الأمريكيّة، قالت إن إيران تقدّم أعمال خيرية ومعونات اقتصادية وإنسانية لتحفيز السكان على الانضمام لصفوف الحرس الثوري الإيراني واعتناق المذهب الشّيعي، وتستثمر قوتها العسكرية والاقتصادية، تنشط هذه الأعمال في المنطقة الشرقيّة (دير الزور والبوكمال) التي كانت تحت سيطرة تنظيم الدولة الإسلامية. تشمل تلك المساعدات، الماء والطعام والخدمات العامة والتعليم، إضافة لمنح السكان هويّات إيرانيّة خاصّة من أجل تسهيل المرور الآمن عبر نقاط التفتيش وتقديم أغراض منزليّة وإعانات ماليّة لهم وتقديم المنح الدراسيّة للطلّاب، مُقابل اعتناق المذهب الشيعي. عملت إيران كذلك على بناء مدارس لتعليم اللغة الفارسية، واستولت على عدّة مساجد وقامت بإطلاق الآذان الشيعية منها، كما أقامت أضرحة في أماكن تاريخية ودينية هامة واشترت العديد من العقارات.

## مواقف الطوائف والعرقيات خلال الحرب الأهلية

### الطوائف الدينية

#### المسلمون
اختلفت توجّهات ومواقف مُختلف الطوائف الإسلامية في سوريا، من الحرب الأهلية، على اختلاف أوضاع كلٍّ منها. وقد انتشر التمييز على أساس مذهبي بين هذه الطوائف بشكل واسع.
ففي حين تتكون قيادة المؤسستين العسكرية والأمنية في الدولة، من أبناء الطائفة العلوية أكثر من غيرهم، إلا أن ذلك لا يُلغي حقيقة وجود المسلمين السّنة في غالبية مؤسسات الدولة الأُخرى، بحكم تشكيلهم الأغلبية. أما الشيعة الإثني عشريون، فقد تعرضوا لانتهاكات من قبل الجماعات الإسلامية المتشددة ويُشار إليهم بشكل مستمر في وسائل الإعلام المتشددة باستعمال ألفاظ مثل «مرتدين ورافضة».[بحاجة لمصدر].

##### أهل السنة والجماعة
السوريون من أهل السنة والجماعة، هم أكبر الطوائف الإسلامية في سوريا. وعلى الرغم من أن المعارضة تتألف في معظمها من السوريين السنة، إلا أن ذلك لا يلغي حقيقة أنهم -بحكم الواقع - ممثلون تمثيلًا جيّدًا في الحكومة والقوات الموالية للحكومة أيضًا. معظم المناطق التي سقطت تحت سيطرة الثوار هي مناطق سنية.
على الرغم من أن الحرب في سوريا قد تكون «الانتفاضة السنية ضد الحكومة العلوية»، إلا أن هذا بعيد عن الحقيقة. ففي محافظة حلب، الشبيحة بكاملها مكونة من القبائل السنية الموالية للأسد. الجيش العربي السوري منذ بداية الصراع وحتى الآن يتكون أساسًا من السنة السوريين (على سبيل المثال الشعبة الميكانيكية 4 تتكون تماما من القادة السنة)، مع وجود قيادة دينية مختلطة في المناصب العسكرية العليا.
 السنّة أيضًا يشغلون مناصب عالية في الحكومة. مثلًا رئيس وزراء سوريا (سابقا وزير الصحة) وائل نادر الحلقي، رئيس مجلس الوزراء ووزير الدفاع ونائب القائد العام للجيش والقوات المسلحة (سابقا في القوات الخاصة) اللواء فهد جاسم فريج، وزير الخارجية وليد المعلم، اللواء محمد الشعار وزير الداخلية السابق، هم بعض المسلمين السنّة الموجودين في مناصب السلطة. هناك أيضًا ميليشيات سنية بعثية موالية للأسد، مثل كتائب البعث، التي تتكون من السنة السوريين وغيرهم من العرب من منطقة الشرق الأوسط الذين يتبنون القومية العربية. وأيضًا مثل لواء القدس القوة العسكرية الفلسطينية السنية الموالية للحكومة التي تعمل في حلب.
على الرغم من الفرار السكاني الضحم للمسلمين السنة نتيجة الحرب، إلا أن بعض الأفراد السنة العلمانيون لا زالوا يخدمون في القوات المسلحة السورية. وبالإضافة إلى ذلك، بعض المواطنين السنة لا يدعمون المعارضة ويعانون من انتشار الدمار نتيجة الحرب الأهلية ويخافون من مستقبل الإسلاميين في سوريا.
الصوفيون
المتصوّفون السوريون أو السوريون أتباع الصوفية في سوريا يعيشون في الغالب في دمشق، حلب ودير الزور. بسبب الحرب الأهلية السورية ينقسم تأييد الكثير منهم إلى التيارات الموالية للحكومة والتيارات الموالية للمعارضة والتيارات المحايدة. الشيخ محمد سعيد رمضان البوطي رجل الدين الصوفي المعروف، الذي لم ينضم إلى المعارضة السورية، حيث انتقد بشدة المتظاهرين وأظهر دعمه للحكومة، قُتل في تفجير في مسجد الإيمان بدمشق. اتهمت الحكومة والمعارضة بعضهم البعض بالاغتيال. ظهر ابنه على التلفزيون السوري حيث دعم رواية الحكومة عن الحادثة.

##### الشيعة

###### العلويون
لقد أجرت رويترز تحقيقًا عن مزاج وحالة الطائفة العلوية في أوائل عام 2012. حيث قال العديد من العلويين أنهم تعرضوا للتهديد خلال الانتفاضة بسبب دينهم وأنهم يخشون تسريب أسمائهم في المدن ذات الغالبية السنية. وقد حاول بعضهم استخدام لهجات مميزة لإخفاء أنماط الكلام خشية أن يتم التعرف عليهم أنهم علويين.
وذكر الكاتب «نير روزن» الذي يكتب في قناة الجزيرة في نفس الوقت تقريبًا، أنها ليست ظاهرة فريدة بالنسبة إلى العلويين في الصراع الطائفي المتزايد.
خلال الحرب الأهلية السورية تعرض العلويون إلى سلسلة من التهديدات المتزايدة والهجمات القادمة من بعض المسلمين السنة الذين يشكلون غالبية الشعب السوري.
وأفادت رويترز بأن الانتفاضة عززت فيما يبدو دعم الرئيس بشار الأسد والحكومة بين العلويين العاديين، وشهد أحد مراسليها مجموعة من العلويين يهتفون لماهر الأسد «لإنهاء» المتمردين.
كان العلويون أيضًا على قناعة بأنه في حال سقوط الأسد سيتم قتلهم أو نفيهم، وفقًا للتحقيق. وقال بعض العلويين في بعض المدن كحمص، أنهم يتعرضون للقتل أو الخطف إذا غامروا في الأحياء السنية. وكثيرون منهم يفرون من منازلهم خوفًا من تعرضهم للقتل.
ذكرت صحيفة جلوب اند ميل أن العلويين في تركيا أصبحوا مهتمين على نحو متزايد بالصراع وقد أعرب كثيرون عن المخاوف من «نهر من الدم» إذا قام السنة بذبح العلويين في سوريا المجاورة، وحشدوا لقضية الأسد وإخوانهم العلويين، على الرغم من أن التقرير قال أنه لا يوجد أي دليل على أن العلويين في تركيا قد حملوا أو سيحملون السلاح في الصراع السوري.
أدّى ارتفاع الوتيرة الطائفية التي يخشاها العلويون، إلى تكهنات من إعادة إنشاء الدولة العلوية كملاذ آمن لقيادة الأسد إذا سقطت دمشق في النهاية. شكل العلويون تاريخيًا الغالبية السكانية في محافظتي اللاذقية وطرطوس، وقامت فيهما الدولة العلوية التي كانت موجودة بين 1920-1936. ظلت هاتان المحافظتان حتى الآن هادئتان نسبيًا خلال الحرب. مع ذلك، إعادة إنشاء الدولة العلوية وتفكّك سوريا ليس إلا رؤية مستقبلية خطيرة من قبل معظم المحللين السياسيين. وصف الملك الأردني عبد الله الثاني هذا السيناريو «بأسوأ حالة» للصراع، خوفًا من أن يحمل دومينو تفتيت سوريا عواقب كبيرة ويؤثر تأثيرًا سلبيًا على المنطقة.
لا يزال العلويون يتواجدون في قلب الحكومة السورية لكن في أبريل 2016 أصدر بعض القادة العلويون وثيقة تسعى إلى النأي بأنفسهم عن كل من بشار الأسد والشيعة. لكن أحد القادة الدينيين في الطائفة قد نفى صدور هكذا وثيقة وأكّد دعم العلويين للأسد. وقد قيل أن حوادث طائفية عديدة وقعت بين السكان السنة وقوّات الأمن لأن كل من حافظ الأسد وبشار الأسد ينتميان للطائفة العلوية التي يرى بعض الأصوليين السنة أنها طائفة تقوم على الهرطقة. بالإضافة إلى ذلك، تحتفظ الحكومة السورية بشبكة مسلحة تعرف باسم الشبيحة وميليشات خفية (تتكون في معظمها من العلويين) يقول ناشطون أنها جاهزة لاستخدام القوة والعنف والأسلحة والابتزاز ضد المعارضين السنة.
بالرغم من وجود العديد من الناشطين العويين المعارضين للأسد، إلا أن رويترز تقول أنهم معزولون عن الصراع. مثلًا فدوى سليمان وهي ممثلة سورية من أصل علوي معروف عنها بتزعم الاحتجاجات في حمص، قد أصبحت واحدة من أبرز وجوه الانتفاضة.
وأيضًا، منذر مخوص ممثل الائتلاف الوطني السوري المعارض في فرنسا، هو علوي. وفي 2012، أصبحت اللواء زيدة المالكي، وهي علوية من الجولان المحتل، أول ضابطة في الجيش السوري تنشق عنه وتنضم للمعارضة.
كانت مجموعة تسمى تحالف الشباب العلوي الحر، قد قدمت نفسها بديلًا عن العلويين الذين لا يريدون حمل السلاح حيث دعتهم للفرار إلى تركيا ووعدتهم بالإقامة المجانية وتقديم راتب شهري.
تأسست حركة علوية معارضة جديدة تدعى «غد سوريا»، في 21 تشرين الثاني/نوفمبر 2015.

###### الإسماعيليون
لقد أيد الكثيرون من أبناء هذه الطائفة الانتفاضة ضد الحكومة. اعتبارًا من مارس 2015 اتهم نشطاء المعارضة، الحكومة، بمحاولة تأجيج توترات طائفية في شرق حماة والسلمية وهي مكان دفن مؤسس الطائفة الإسماعيلية إسماعيل بن جعفر إضافة إلى حملات التجنيد التي تستهدف الإسماعيليين لضمّهم إلى الميليشيات الموالية للحكومة من أجل إعداد حواجز تفتيش لمضايقة وسرقة وقتل السنة. لطالما عُرف المجتمع الإسماعيلي بأنه سلمي ويهدف إلى عدم الانخراط في أي شكل من أشكال الطائفية وتجنب الصراع الوطني، ربما كان ذلك تحت توجيه روحي من الإمام المثقف في الخارج (الآغا خان الرابع).

#### المسيحيون
لعب المسيحيون دوراً فعالاً في الحياة السياسية والاجتماعية في سوريا، كما أثروا وتأثروا في الحرب الأهلية الجارية.
يشار بشكل متقطع في أوقات مُختلفة من الصراع أن الحكومة السورية تحظى بدعم جزء كبير من المسيحيين من مختلف الأعراق والطوائف.
لكن هذا التأييد ليس مطلقًا، حيث تظهر حالات تذمر من الخدمة العسكرية، ورفض للالتحاق بالقوات النظامية بعملية التجنيد الإجباري، وتطوّر هذا التذمر في المناطق ذات الغالبية المسيحية إلى حالات تهرب من خدمة العلم أو إطلاق نار على القوات الحكومية.
بعد أن أخذ الصراع طابع عسكري، تم تناقل تقاير عن «مصادر سورية أرثوذكسية» تتهم الجيش السوري الحر بتهجير المسيحيين.
إضافة إلى ذلك، فالمؤسسة الدينيّة الرسميّة المسيحيّة قامت بنبذ الحراك متخوفة من مصير مشابه لمسيحيي العراق ومصر، ودعت لإعطاء «فرصة للإصلاح».
أصدرت صحيفة CBS تقريرًا ذكرت فيه أن المسيحيين يقفون بجانب الحكومة إلى حد كبير، حيث ذكر التقرير أن المسيحيين يظنون بقائهم مرتبط ببقاء حكومة علمانية. كما ذكرت مقالة في صحيفة الأهرام أن المسؤولين في العديد من الكنائس السورية أيدوا الحكومة رغم تحول العديد من أعضاء الكنائس إلى المعارضة. ادعت صحيفة The Economist أن العلاقات بين المسيحيين وقوات المعارضة المسلحة في بعض المناطق كانت إيجابية، حيث يحضر المسيحيون والمسلمون معًا جنازات قتلى المعارضة، إضافة أن بعض الجماعات القائمة على الكنائس تقوم بنقل الأدوية إلى قوات المتمردين، سواء عن طريق اللجنة الوطنية العليا أو اللجان المحلية. وذكر التقرير أيضًا أن العداوات الطائفية تميل إلى أن تكون مباشرة على العلويين بدلًا من المسيحيين، وبالرغم من دعم العديد من الأساقفة السوريين للحكومة إلا أن الأساقفة قالوا أنهم «لا يحملون قطعانهم معهم».
يخشى بعض المسيحيين من أنهم سوف يعانون نفس نتائج الاضطهاد والتطهير العرقي والتمييز الطائفي المرتكب ضد المسيحيين في عدة دول عربية بعد الربيع العربي، (مثل الآشوريين، المسيحيين العراقيين والأقباط)، إذا تمت الإطاحة بالسلطة.
ومن الناحية التاريخية للأزمة، وقعت معظم الاجتجاجات بعد صلاة الجمعة لدى المسلمين، فكان عدد المتظاهرين المسيحيين يقل شيئًا فشيئًا رغم دعم العديد منهم للانتفاضة.
لقد قال رئيس أساقفة الكنيسة السريانية الأرثوذكسية في حلب للمؤسسة اللبنانية ديلي ستار «نريد أن نكون صادقين، الجميع هنا قلق، نحن لا نريد لما حدث في العراق أن يحدث في سوريا. نحن لا نريد للبلاد أن تكون مقسمة. ونحن لا نريد أن يغادر المسيحيون سوريا».
وفقًا لمؤسسات مسيحية دولية، تعرض المسيحيون لهجمات من قبل المتظاهرين المناهضين للحكومة في منتصف عام 2011 بسبب عدم انضمامهم إلى الاحتجاجات. كان المسيحيون حاضرين في أوائل المظاهرات في حمص، ولكن بعد ذلك خرجت جميع المظاهرات بإعلان شعارات سلفية إسلامية.
وبالرغم من مشاركة البعض في الاحتجاجت، إلا أن الطوائف المسيحية المتعددة لم تستجب بشكل موحد إلى الحرب.
في مقابلة جرت على شاشة روسيا اليوم، قال عبد الأحد أسطيفو ممثل المنظمة الآثورية الديمقراطية في الإئتلاف السوري المعارض أن «النظام يستخدم المسيحيين كورقة لبث الفتنة الطائفية بين أبناء الشعب السوري» و«يتبع سياسة ذكية حيث يقدم نفسه كحامي للأقليات».
مواقف الكنائس المسيحية موحّدة في معظمها، إذ تدعو المسيحيين «للتشبّث بالأرض» في ظل هجرتهم المتزايدة، وترى مستقبل سوريا في «دولة وطنية تقوم على أسس الديمقراطية وحكم القانون والمساواة في المواطنة واحترام التنوع». وقد ساهمت الكنائس على امتداد الحرب في إيصال المساعدات الغذائية، الدوائيّة والإنسانية للمتضررين، وتوفير مساكن للنازحين، ونظّمت عدّة وساطات محلية بين الأطراف المتصارعة.
الهجرة المسيحية الكبيرة
بحسب كلية الشؤون الدولية والعامة في جامعة كولومبيا انخفضت أعداد ونسب المسيحيين بسبب الحرب الأهلية السورية والتي أدت إلى هجرة وتهجير المسيحييين، ففي منتصف عام 2010 قدرت أعداد المسيحيين في سوريا بحوالي 2.3 مليون أي حوالي 11.2%، منهم 1.9 مليون من المسيحيين العرب يليهم السريان (230 ألف) والأرمن (171 ألف).
بالمقابل في منتصف عام 2018 قدرت أعداد المسيحيين في سوريا بحوالي 1.9 مليون أي حوالي 10.9%، منهم 1.6 مليون من المسيحيين العرب يليهم السريان (180 ألف) والأرمن (150 ألف).
حيث تضرر المسيحيين السوريين، تماشياً مع غيرهم من المواطنين، بشدة من الحرب الأهلية السورية. وفقاً للقانون السوري، فإن جميع الرجال السوريين البالغين سن الرشد مؤهلون للتجنيد العسكري، بما في ذلك المسيحيين. ومع اندلاع الحرب الأهلية السورية في عام 2011، غادر بين 300,000 إلى 900,000 مسيحي البلاد، لكن مع بدء الوضع في الإستقرار عام 2017 بعد مكاسب الجيش السوري الأخيرة، وعودة الكهرباء والمياه إلى العديد من المناطق، وبعد عودة الاستقرار إلى العديد من المناطق التي تسيطر عليها الحكومة، بدأ بعض المسيحيين بالعودة إلى سوريا، وعلى الأخص في المدينة حمص.
وفي تقرير لوزارة الخارجية الروسية منتصف 2016، أعلنت أن عدد المسيحيين في سوريا انخفض بمليون نسمة منذ بداية الحرب، حيث انخفض من 2.2 مليون إلى 1.2، وقد أعربت عن خوفها من مصير مشابه لمسيحيي العراق، الذين غادرت الغالبية العظمى منهم منذ الغزو الأميركي. وقد أشار
قسطنطين دولغوف مفوض الوزارة لشؤون حقوق الإنسان والديمقراطية وسيادة القانون إلى أن الجماعات المسلحة في الغوطة الشرقية كانت تستهدف الأحياء والأماكن المسيحية مثل باب توما والقصاع وجرمانا. حيث شمل ذلك عدة تفجيرات انتحارية وهجمات بقذائف الهاون.
قال مدير مؤسسة التعاون الكاثوليكيّة في الشرق الأدنى عصام بشارة أن «الشعور العام بين الطوائف المسيحية في سوريا هو مصدر قلق عميق يستند إلى حقيقة أنه حيث ازدهر الربيع العربي، أصبحت الحياة السياسية أكثر تعصباً وأقل تسامحًا في الاعتراف بالمساواة في الحقوق للمسيحيين».

##### الطوائف الأرثوذكسية المشرقيّة

###### السريان الأرثوذكس

العلم السرياني.

بعد اندلاع الانتفاضة المدنية، صرح الأسقف يونان إبراهيم، أسقف حلب للسريان الأرثوذكس، لوكالة رويترز في شهر مايو 2011م، بما يلي:«بكل تأكيد، المسيحيون في سوريا يدعمون بشار الأسد، إنّهم يأملون بأن لا تنتشر هذه العاصفة».
تحالفت بعض الميليشيات المسيحية السريانية مثل قوات المجلس العسكري السرياني مع القوات الكردية المناهضة للحكومة والتي تتصف بالعلمانية والتسامح مع الأقليات مما سمح للقوة الآشورية/السريانية أن تعمل بشكل جيد في القتال ضد "داعش" عدو كل الشعوب. وقد أعربت عن معارضتها العلنية للنظام.
يقول أحد أفراد هذه الميليشيا «نظام الأسد يريد منا أن نكون دمى بيده وننكر عرقيتنا ونطالب بدولة عربية فقط». وبنفس الوقت انضمت بعض الميليشيات المسيحية السريانية الأخرى في الحسكة مثل سوتورو، إلى الحكومة، واشتبكت مع وحدات حماية الشعب الكردية التي يتهمها بعض السكان السريان بمحاولة سرقة أراضيهم.

###### الأرمن الأرثوذكس
لقد فر كثيرون من السكان الأرمن بسبب الحرب الأهلية الجارية، 7,000 وعاد البعض إلى بلدهم الأصلي أرمينيا 5,000 وهاجر آخرون إلى لبنان. ومع ذلك، بحسب بعض المصادر معظم الأرمن يدعمون بشار الأسد كما يخافون من سقوط حكومة الأسد، وذلك للنظر إليه باعتباره حامي المسيحيين من الاضطهاد من قبل الإسلاميين المتطرفين.

##### الطوائف الأرثوذكسية الشرقية
الروم الأرثوذكس

##### الطوائف الكاثوليكية
الروم الملكيين الكاثوليك
طوائف كاثوليكية أُخرى

#### الدروز
أخذ مُعظم أبناء الطائفة الدّرزيّة موقفًا مُحايدًا من الحرب، بالرّغم من انخراط العديد من شبابهم في عدّة ميليشيات تتبع لكلا الطرفين، الحكومة والمُعارضة. وقد تزايدَت مشاركتهم في الصراع بعد أن أخذَ بُعده الطّائفي، خصوصًا لمواجهة الفصائل المتشدّدة، كتنظيم الدولة الإسلامية (داعش) الذي استمرّ بمهاجمة قراهم في محافظة السويداء (جبل العرب).
تقف مشيخة عقل الموحّدين الدروز، وهي المرجع الديني الأعلى للطائفة، إلى جانب الحكومة السّورية. وقد أشارت إلى أن «أبناء جبل العرب يقفون في خندق واحد مع الجيش العربي السوري».
أصدر بعض قادة الدروز بيانات مناهضة للسلطة، وقد حُكم على زعماء دينيين دروز بالسجن لرفضهم الدعوة إلى إعادة انتخاب بشار الأسد، كما يرفص الكثير من الشبّان الدروز خدمة التجنيد الإجباري في الجيش العربي السوري أو الانضمام للميليشات الموالية للحكومة أو غيرها من الجماعات المسلّحة في الحرب. بينما أكد بعض من السكان الدروز الذين يقطنون في هضبة الجولان التي تحتلها إسرائيل، ولائهم للحكومة السورية.
على اعتبارها أنّهم موالين للحكومة، عملت جماعات المُعارضة المسلّحة على استهداف الدّروز عبر عمليّات القتل والخطف. كما قامت بتهميش من انضمّوا منهم إلى المُعارضة لأسباب طائفيّة، عبر الإقصاء أو السجن وأحيانًا الحكم بالإعدام.
في عام 2012 أفادت الأنباء أن غالبية القرى الدرزية في شمال محافظة إدلب دعمت المعارضة ولكنها لم تشارك في القتال. بالمقابل فمن الميليشات الدرزية الموالية للحكومة، جيش الموحدين، الذي يناصر نظام الرئيس السوري بشار الاسد وأحد أهم الداعمين له، وفوج الجولان، وهي ميليشيا يغلب عليها الدروز وهي جزء من قوات الدفاع الوطني ومنذ عام 2014 هي وحدة موالية للحكومة
في أوائل عام 2013، ذُكر أن الدروز ينضمون بشكل متزايد إلى المعارضة وقد شكلوا كتائب لهم في «الجيش السوري الحر». في كانون الثاني 2013 انضم العشرات من المقاتلين الدروز إلى هجوم المتمردين على قاعدة مراقبة حكومية في محافظة السويداء.
وفي 2013، قامت عشرات القيادات الدينية الدرزية في السويداء بدعوة الدروز إلى ترك الجيش السوري والانضمام إلى جماعات المعارضة وباركت قتل عدة شخصيات في الحكومة السورية ووصفتهم ب«القتلة».
 وقد حثّ النائب اللبناني الدرزي وليد جنبلاط، زعيم الحزب التقدمي الاشتراكي الدروز السوريين على الانضمام إلى المعارضة.
في عام 2013، أشارت تقارير إلى سعي إسرائيل على نحو متزايد للتواصل مع الدروز في الجولان بقصد خلق علاقة معززة وموثوقة معهم في حال انهيار سوريا إثر الصراع الطائفي والعرقي فيها.
في أكتوبر 2018، عقدت الحكومة اتفاقًا مع تنظيم داعش للإفراج عن 6 من الدروز الذين اختطفهم التنظيم بعد قيامه بشنّ هجمات على محافظة السويداء في شهر يوليو السابق أدّت لمقتل المئات واختطاف العشرات، وذلك مُقابل الإفراج عن معتقلات للتنظيم ودفع مبلغ مالي، بينما شنّ الجيش السوري عملية عسكرية في نوفمبر لتحرير باقي المُختطفين. وقد قام بشار الأسد بزيارة إلى المُحرَّرين في المحافظة وسط استقبال حافل من الأهالي، دعا خلالها المتخلّفين عن الخدمة الإلزامية في القوات الحكوميّة للالتحاق بالجيش قائلًا:«لا أحد يُدافع عن قريته أو محافظته.. نُدافع عن سوريا أو لا ندافع»، وحمّل الهاربين من الخدمة مسؤولية عدم تواجد الجيش أثناء هجوم داعش.

### الجماعات العرقية

#### الجماعات السامية

##### العرب
العرب السوريون هم الغالبية العرقية في الشعب السوري بنسبة تفوق 80٪ ، ويشكل العرب العرقية الرئيسية للقوات الرئيسية المتصارعة، بما فيهم السلطة والمعارضة، باستثناء قوات قسد ذات الغالبية الكردية. وتعد اللغة العربية اللغة الرئيسية والوحيدة في سوريا منذ التحرر من العهد العثماني.
ولطالما كانت سوريا –بشكل واقعي– «دولة قومية عربية» منذ وصول حزب البعث ذو الطابع القومي إلى السلطة. وتم منذ تلك المرحلة تجاهل باقي العرقيات مثل الأكراد والآشوريين والتركمان، فتم اعتبار كل مواطني الجمهورية العربية السورية ك«عرب سوريين» مما أحدث مشاحنات وتوترات عرقية بعد بدء الحرب الأهلية.

###### اللاجئون العرب
الفلسطينيون
انقسمت ردة فعل ما يقارب 500.000 فلسطيني يعيشون في سوريا بين دعم المعارضة ودعم الحكومة وقد حاول العديد منهم الابتعاد عن الصراع. هناك عدد من مخيمات اللاجئين الفلسطينيين في سورية، وكان هناك عدد من المنظمات الفلسطينية قبل الحرب.
خلال الحرب الأهلية وقعت اشتباكات بين الفلسطينيين الموالين للأسد (بدعم من القوات الحكومية) والفلسطينيين المناهضين للأسد (بدعم من الجيش السوري الحر) في اليرموك، وهي منطقة في دمشق تضم أكبر تجمع للاجئين الفلسطينيين في سوريا وتعد عاصمة الشتات الفلسطيني. عندما بدأت الانتفاضة كانت الجبهة الشعبية لتحرير فلسطين متمركزة في اليرموك ودعمت القوات الحكومية بقوة. أدى هذا إلى توترات مع الفلسطينيين المناهضين للأسد في اليرموك. في يونيو 2011، أحرق الآلاف من المعارضين الفلسطينيين مقر الجبهة هناك.
عندما أصبحت المعارضة عسكرية ساعدت الجبهة الشعبية لتحرير فلسطين القوات الحكومية في قتال قوات المعارضة السورية من الفلسطينيين والسوريين في اليرموك. عارض العديد من أعضاء اللجنة المركزية للجبهة الشعبية لتحرير فلسطين - القيادة العامة هذا التحالف مع الحكومة واستقالوا احتجاجًا. كما ورد أن عددًا من مقاتليها انشقوا عنها وانضموا إلى المعارضة.
قُتل عشرات الفلسطينيين من جراء الضربات الحكومية على اليرموك، مما أدى إلى قيام عدد من الجماعات الفلسطينية بإدانة القوات الحكومية والجبهة الشعبية لتحرير فلسطين - القيادة العامة. ذكرت مقالة في صحيفة نيويورك تايمز أن هذه الهجمات تسببت في تحول العديد من الفلسطينيين ضد النظام السوري. في أكتوبر 2012 ساعد الجيش السوري الحر الفلسطينيين المناهضين للأسد على تشكيل لواء العاصفة. في ديسمبر 2012 دفع الجيش السوري الحر ولواء العاصفة، الجبهة الشعبية والقوات الحكومية للخروج من اليرموك.
منذ بداية الحرب نأت حماس بنفسها عن الحكومة السورية وبدأ أعضاؤها في مغادرة سوريا. في سبتمبر 2012 أعلن رئيس المكتب السياسي لحركة حماس خالد مشعل عن دعمه للمعارضة السورية. في 5 نوفمبر 2012، أغلقت القوات الحكومية جميع مكاتب حماس في البلاد. وقال مشعل إن حماس «أُجبرت على الخروج» من دمشق بسبب خلافاتها مع الحكومة السورية. عُثر على عدد من مسؤولي حماس في سوريا. يدعي نشطاء المعارضة السورية والفلسطينية أنهم «أُعدموا» من قبل القوات الحكومية.
العراقيون

##### الآشوريون والسريان والكلدان

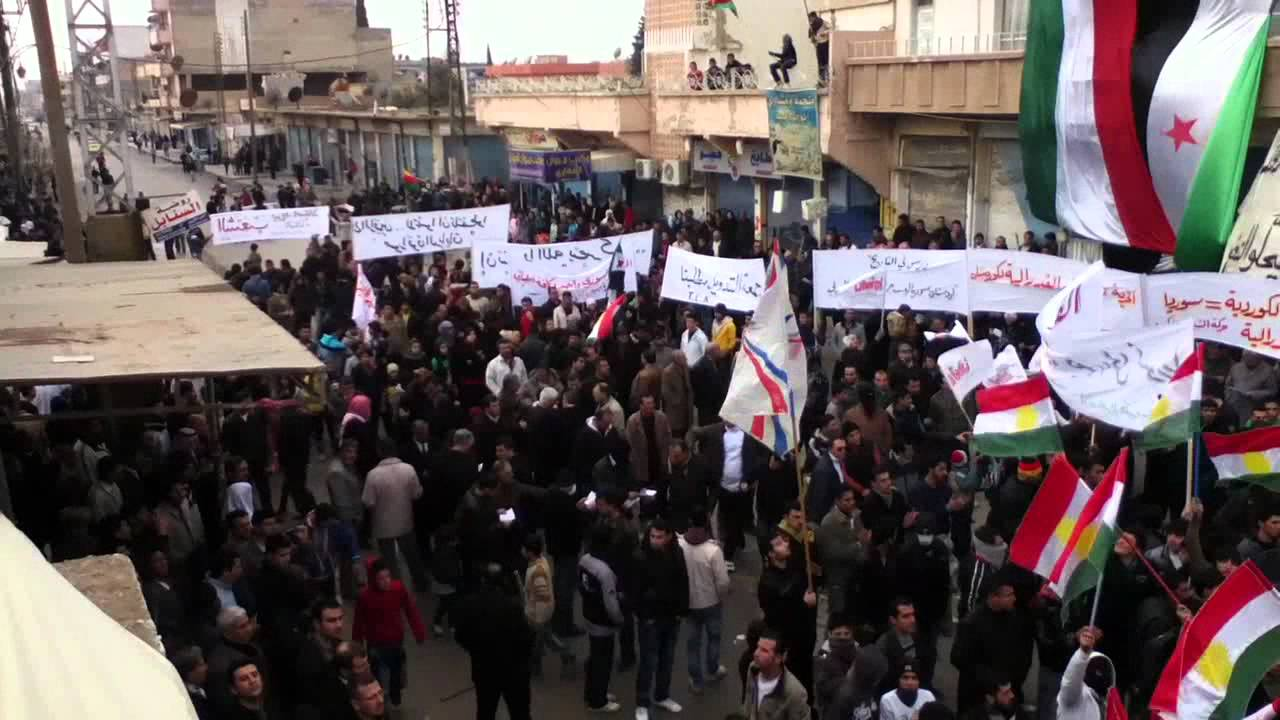
المتظاهرون يحملون الأعلام الآشورية، علم الاستقلال، الأعلام الكردية؛ خلال مظاهرة مناهضة للحكومة في مدينة القامشلي، 6 يناير 2012

الآشوريون مجموعة عرقية-دينية واحدة، ينتمي معظمهم إلى الكنيسة السريانية الأرثوذكسية ويشكلون مع السريان الكاثوليك مجموعة سريان سوريا، عدا عن ذلك يوجد أتباع كنيسة المشرق الذين سمون بال«نسطوريين».(1)

#### الجماعات الهندوأوروبية

##### الأرمن
يعد الأرمن السوريون جماعة عرقية-دينية تنتمي بشكل عام إلى باقي الطوائف المسيحية السورية، وقد انخفضت أعدادهم بشكل ملحوظ بعد الحرب وعاد كثيرون إلى الوطن الأم أرمينيا.
(2)

##### الأكراد
وضعت التنظيمات الكردية في سوريا نفسها كطرف ثالث في الحرب الأهلية السورية واتبعت سياسة تعارض الحكومة دون دعم المعارضة السورية، حيث استغل الأكراد انشغال الجيش العربي السوري بالمعارك مع مسلحي المعارضة السورية، ليقوموا بدعم من كردستان العراق وحزب العمال الكردستاني ودعم أمريكي عسكري مباشر، بإنشاء منطقة حكم ذاتي خاصة بهم في شمال شرق سوريا، يريدون فرضها على الجغرافية السورية وفق سياسة الأمر الواقع، وهي منطقة تعدها الحكومة السورية غير شرعية ولم تنل اعترافًا حكوميًا أو دوليًا بوصفها منطقة مستقلة ذاتيًا. وقوات سوريا الديمقراطية الكردية التي تحكم اليوم المنطقة، تعمل على أن ترتبط بعلاقات عدة مع كل من الحكومة والمعارضة للحفاظ على مكتسباتها في منطقة الحكم الذاتي الكردي في الشمال.

##### الغجر
الغجر في سوريا هم مجموعة عرقية تنتسب لمجموعة الشعوب الهندو-آريّة ويبلغ عددهم 37000. نتيجة للحرب الأهلية لجأت العديد من مجموعات الغجر إلى دول مثل لبنان والأردن والعراق.

##### اليزيديون
اليزيديون السوريون هم مجموعة عرقية دينية يبلغ عددهم حوالي 500,000 مع 10000-15000 يعيشون في الغالب في محافظة الحسكة ومحافظة حلب (منطقة عفرين) بالقرب من الحدود السورية التركية. عانى الإيزيديون لمدة 40 عامًا من عدم اعتراف الحكومة السورية بهم حيث ينظر إليهم على أنهم أكراد.[بحاجة لمصدر]

#### آخرون

##### التركمان
يؤيد أتراك وتركمان سوريا المعارضة بشكل عام ويتطلعون إلى تركيا للحصول على المساعدة والدعم. وقد شكلوا قواتهم الخاصة التي تعمل مع الجيش السوري الحر وكانت تركيا قد أصدرت بيانات رسمية لدعم التركمان السوريين. زعم أحد قادة المتمردين التركمان في حلب أن أكثر من 700 تركماني انضموا إلى كتيبته وأن 3000 آخرين كانوا يقاتلون الحكومة في المحافظة.
يزعم بعض التركمان أنهم عانوا 40 سنة في ظل حكومة الأسد، موضحين أن السلطات في عهد حافظ الأسد أخذت أراضيهم ومنعت لغتهم ومنعتهم من معرفة تاريخهم وثقافتهم. وجردتهم من حقوقهم وقامت بتغيير أسماء قراهم إلى أسماء عربية. وبحسب بعض المصادر فإن تعداد الميليشيات التركمانية اعتبارًا من حزيران 2013 وصل إلى 10 آلاف عنصر.

### الميليشيات المسلحة

#### الميليشيات الشيعية

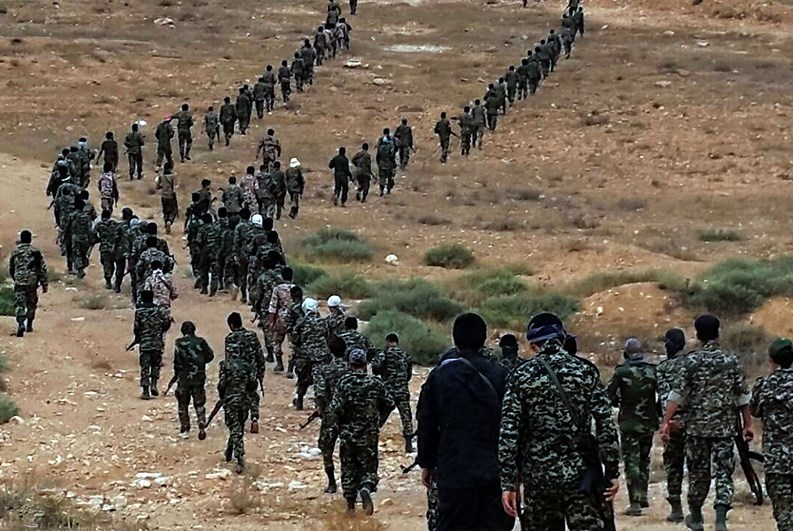
مقاتلو لواء فاطميون خلال هجوم تدمر (ديسمبر 2016)

المقاتلون الشيعة من أفغانستان وباكستان “أكبر بكثير” من المقاتلين السنة غير السوريين، على الرغم من أنهم تلقوا “اهتماما أقل بشكل ملحوظ” من وسائل الإعلام. ويقدر عدد الأفغان الذين يقاتلون في سوريا نيابة عن الحكومة السورية بـ “ما بين 10 آلاف و 12 ألف شخص”، ولا يعرف عدد الباكستانيين. القوات الرئيسية هي لواء فاطميون — الذي يتألف حصراً من الأفغان ويحارب “تحت رعاية” حزب الله الأفغاني—ولواء زينبيون الباكستاني الذي تم تشكيله في نوفمبر 2015. وكثير من المقاتلين أو معظمهم من اللاجئين، وقد اتُهمت إيران باستغلال عدم قدرتهم على “الحصول على تصاريح عمل أو إقامة قانونية في إيران”، واستخدام التهديد بالترحيل لمن يترددون في التطوع. كما يتقاضى المقاتلون مرتبًا مرتفعًا نسبيًا، وقال بعضهم للصحافيين ان “الدولة الإسلامية عدو مشترك لإيران وأفغانستان... إنها حرب مقدسة”، وأنهم يرغبون في "حماية" موقع الحج الشيعية السيدة زينب من الجهاديين السنة.
هناك اتهامات موجهة للسلطة بإنشاء ميليشيا طائفية تدعى الشبيحة التي تتكون في معظمها من العلويين، والمتهمة بقمع الاحتجاجات بالطرق العنيفة. كما عملت السلطات على اقتياد السكان إلى قوات موالية لها وساقت عمليات تجنيد اجباري، وقد رفضت بعض الأقليات مثل الدروز والإسماعيليين، الانضمام إلى هذه الميليشيات أو التحالف مع الحكومة، حتى أن بعض العلويين والمسيحيين الموالين للحكومة قالوا علنًا انهم يرفضون الانضمام إلى هذه الميليشيات أو إلى عمليات التجنيد الإجباري، وقد نتج عن ذلك مشاحنات عديدة بين شباب الأقليات وقوات الجيش.
يذكر أن إيران تقوم بتدريب وتجهيز المقاتلين الشيعة من لبنان والعراق وسوريا وأفغانستان للقتال ضد مختلف المليشيات السنية في سوريا، ويُزعم كذلك أن الحكومة السورية تقوم بالتنسيق مع الحوثيين في اليمن.

#### الميليشيات المسيحية
عرفت الحرب الأهلية تشكل عدة قوات مسيحية حاربت ضد التنظيمات المتطرفة المعادية للمسيحية، لكن جميع هذه الميليشيات لم تعمل منفردة، بل كانت قياداتها موجودة ضمن الأطراف الرئيسية للصراع، مثل الجيش العربي السوري وقوات سوريا الديمقراطية.
في عام 2015، تشكلت ميليشيا مسيحية باسم «حراس الفجر» للدفاع عن القرى والبلدات ذات الغالبية المسيحية في وجه الجماعات المتطرفة مثل جبهة النصرة وتنظيم الدولة الإسلامية. وقد تعاونت هذه الجماعات مع قوات الجيش السوري، وشاركت في العمليات العسكرية ضد تنظيم الدولة في مناطق مختلفة.
وفي عام 2012، ادعى الجيش السوري الحر تشكيل الوحدة المسيحية العسكرية الأولى فيه، ومع ذلك تم التشكيك بصحتها ولم تلقَ اهتماما كبيراً، وقد ذُكر أن حكومة الأسد لا تزال تحظى بدعم غالبية المسيحيين في البلاد من مختلف الأعراق والطوائف.

في عام 2014، شكل المجلس العسكري السرياني تحالفًا مع «الجيش السوري الحر»، كما وقفت بضعة ميليشيات آشورية مثل شرطة سوتورو التابعة لحزب الاتحاد السرياني إلى جانب المعارضة السورية ضد الحكومة السورية، ثم ما لبث أن انضم المجلس العسكري السرياني وقوة سوتورو المعارضة إلى قوات سوريا الديمقراطية بقيادة وحدات حماية الشعب الكردية، وبنفس الوقت انضمت قوات سوتورو (ذات التسمية المشابهة) إلى الحكومة السورية ضد كل من التنظيمات المتطرفة والمعارضة.
وقد كان لقوات المجلس العسكري السرياني دور كبير في تحرير قرى محافظة الحسكة السريانية والآشورية من سيطرة داعش، ودعم الحملة الكردية في سوريا.

## الانتهاكات خلال الحرب الأهلية

### بحسب الطوائف الدينية

#### المسلمون

##### أهل السنة والجماعة
اتُّهمت الشبيحة، وهي ميليشيا يزعم أنها حكومية علوية، بقتل المعارضين السنة مما أدى إلى بعض أعمال قتل العلويين من الجانب السني. وبالإضافة إلى ذلك، تحدثت عدة تقارير عن العنف الطائفية الذي ترتكبه الميليشيات الشيعية غير الحكومية بحق المسلمين السنة، حيث زعم مقاتلو هذه الميليشيات: «نحن نقوم بواجبنا، ونقتل الثوار السنة المتهمين بالقيام بجرائم حرب».
في 25 أيار 2012، وقعت أولى المجازر ذات الصبغة الطائفية في سوريا، وهي مجزرة الحولة التي راح ضحيتها أكثر من 200 مدني، وقد اتهم السكان وبعض نشطاء المعارضة ميليشيا الشبيحة وسكان القرى العلوية المجاورة بارتكاب المجزرة، رغم نفي السلطة السورية لذلك وتحميلها لتنظيم القاعدة مسؤولية الهجوم. كانت القرية إحدى المعاقل السّنية الكبيرة التي شاركت في الانتفاضة كما تواجدت فيها ميليشيات الجيش السوري الحر التي كانت تهاجم قوات ومنشآت الجيش السوري والقرى المجاورة التي تدعم الحكومة.
أدت المجزرة إلى أزمة سياسية هي الأولى منذ اندلاع الاحتجاجات، حيث قامت أكثر من 20 دولة بما فيهم الولايات المتحدة وبريطانيا وفرنسا وباقي دول الاتحاد الأوروبي بطرد السفراء السوريين من أراضيهم، وقد أدانت روسيا والصين حليفتي حكومة الأسد المجزرة ووصفوها ب«الوحشية»، وبعد زيارة فريق الأمم المتحدة، أكدت وقوع المجزرة في الجولة ومقتل 32 طفلًا.

كما وقعت مجازر طائفية أخرى ضد اسكان الذين يدعمون المعارضة مثل مجزرة القبير.
وفي أواخر كانون الثاني عام 2012، ذكرت رويترز أن 14 فرد من عائلة سنية قُتلوا على يد الشبيحة إضافة إلى 16 سني آخرين قُتلوا سابقًا في أحد الأحياء المختلطة في حمص الذي يدعي العلويون أنهم فروا منه قبل أربعة أيام من الحادثة. العديد من التقارير تحدثت أن استهداف قوات الأمن للمناطق والقرى السنية يعود تقريبًا إلى بداية الثورة، بما في ذلك القصف على الأحياء السنية في اللاذقية من قبل زوارق البحرية السورية في آب 2011. وفي بعض المناطق، تخلّى السكان السنة عن منازلهم التي تعرضت للنهب المنهجي من الجماعات الطائفية، لدرجة أن سوق السلع المستعملة المزدهرة في البلاد أخذت اسم «سوق السنّة».
وكانت قد حدثت العديد من المجازر ضد السكان السنّة منها المجازر في الحولة، المجازر في القبير والمجازر في المستوطنات الزراعية السنية على خط المواجهة بين المناطق ذات الأغلبية السنية ومعقل العلويين في جبال اللاذقية. ويقال أن هذه المجازرَ جزءٌ من خطةِ بعض العناصر العلوية المتجذرة في شمال غرب المحافظة لمسح القرى المجاورة السنية من أجل إنشاء «دولة رابضة» يسهل الدفاع عنها.
 الصوفيون 
الحركة الصوفية الوحيدة التي وقفت بوضوح مع المعارضة هي حركة زيد الصوفية. قاوم شيوخها الضغط الحكومي لإدانة مظاهرات المعارضة. بل على العكس، دعا شيخ الحركة الرفاعي إلى إطلاق سراح المعتقلين ووقف تعذيبهم وطالب بإصلاحات سياسية. حدثت نقطة التحول في موقف حركة زيد عندما قام موالون للحكومة بضرب الشيخ الرفاعي وهاجموا مسجده ومؤيديه. هو وأخوه الأصغر تركا للبلاد وأعلنوا دعمهم الواضح للانتفاضة. بالإضافة إلى «حركة زيد»، قام عدد من المشايخ السوريين المعروفين من بينهم محمد راتب النابلسي وطلابه بدعم المعارضة المسلحة. على الرغم من أن الصوفية لا تملك حاليًا فصائل مسلحة هامة مثلما تفعل الجماعات الاسلامية الأخرى، إلا أن المراقبين يدّعون أن العديد من الأفراد الصوفيين قد انضموا إلى الكفاح المسلح. حتى أن بعضهم أنشأ فصائل مسلحة من بينها «كتائب مجاور» و«كتائب الصحابة» و«كتائب أحفاد النبي».
خلال عامي 2013 و2014 تم تدمير العديد من الأماكن المقدسة والمقابر في محافظة دير الزور السورية الشرقية المرتبطة بالصوفية من قبل تنظيم الدولة الإسلامية (داعش)، والتي كانت من بين الأهداف الرئيسية للمجموعة.

##### الشيعة

###### العلويون
تحدثت عدة تقارير لوسائل الإعلام الغربية عن العنف الطائفي ضد العلويين الذي يرتكبه كل من «جبهة النصرة» المدعومة من تركيا والسعودية، و«الجيش السوري الحر»، كما في مجزرة عقرب (ديسمبر 2012) 
قال عدنان عرعور وهو واعظ تلفزيوني سوري مقره في السعودية، أن العلويين الذين أيدوا الحكومة «سيتم تقطيعهم وتغذيتهم للكلاب».
حذر عمان مأمون الحمصي أحد الأصوات المعارضة في رسالة مسجلة في ديسمبر 2011، أن العلويين يجب أن يتخلوا عن الأسد وإلا فإن «سوريا ستصبح مقبرة للعلويين».
في سبتمبر عام 2013، أعدم مقاتلو «جبهة النصرة» ما لا يقل عن 16 من العلويين المدنيين في قرية مكسر الحصان شرق حمص بينهم سبع نساء وثلاثة رجال فوق سن 65 سنة وأربعة أطفال تحت سن 16.
في أكتوبر 2015، دعا أبو محمد الجولاني زعيم جبهة النصرة (الفرع السوري لتنظيم القاعدة)، إلى شن هجمات عشوائية على القرى العلوية في سوريا. وقال:«لا يوجد خيار سوى تصعيد المعركة واستهداف المدن والقرى العلوية في اللاذقية».
في مارس 2013، تم تصوير أحد قادة الجيش السوري الحر «أبو بساكار» وهو يقطع أعضاء من جثة جندي سوري قائلا:
وقد أدانت قيادة الجيش السوري الحر الحادث. وادّعى أحد القادة أبو صقر أن التشويه كان انتقامًا. وزعم إنه عثر على شريط فيديو على الهاتف المحمول للجندي حيث يقوم الجندي بالاعتداء الجنسي على امرأة وابنتيها. بالإضافة لذلك، [وفقًا لِمَن؟] وتعذيب تمزيق وقتل السنة، بما في ذلك الأطفال.
في مايو 2013، قالت منظمة الصحة العالمية أن من بين 94,000 فرد قتل خلال الحرب، على الأقل 41,000 كانوا علويين.
قال متحدث باسم الجيش السوري الحر إنه سيتم تدمير المستوطنات العلوية إذا استولت قوات النظام على مدينة القصير ذات الأغلبية السنية. وأضاف «لا نريد أن يحدث هذا، لكنه سيكون حقيقة مفروضة على الجميع». قال أيضًا زعيم جيش الإسلام زهران علوش أن العلويين هم «أشدّ كفرًا من اليهود والنصارى». مخاطبًا العلويين بـ«النصيريين». حيث يعود أصل هذه التسمية إلى فتوى ابن تيمية حول العلويين.
كما وتعرض العلويون لهجوم من قبل يوسف القرضاوي. وتعهد عبد الله المحيسني بإبادة الرجال العلويين وقال إن النساء العلويات قد يتم إعدامهن بوصفهن «مرتدّات». ألقى «أبو رضا التركستاني» قائد حزب تركستان الإسلامي في سوريا خطابًا بعد استيلاء قواته على جسر الشغور، دعا فيه «المسلمين» من «تركستان الشرقية» أن يأتوا إلى الشام من أجل «قتل» العلويين. وفي 12 مايو 2016، ارتكب المتمرّدون مجزرة بعد القبض على أشخاص معظمهم من العلويين في قرية الزارة في محافظة حماة.

###### الاسماعيليون
أفادت التقارير أن وفدًا إسماعيليًا سافر إلى دمشق طلبًا للمساعدات بسبب تزايد هجمات تنظيم داعش وقد تم اتهام أجهزة الأمن برفض حماية القرى الإسماعيلية وترك الإسماعيليين ضحايا لهجمات تنظيم داعش.

###### الشيعة الإثني عشرية
في أكتوبر 2012 انضمت مختلف الطوائف الدينية العراقية إلى الصراع في سوريا من كلا الجانبين. وقد سافر الشيعة العراقيون (من محافظة بابل ومحافظة ديالى) إلى دمشق انطلاقًا من طهران أو من مدينة النجف الشيعية المقدسة في العراق لحماية ضريح السيدة زينب وهو مزار شيعي هام في دمشق.
في ديسمبر 2012 أحرقت قوات المعارضة السورية مسجدًا للشيعة يقع في «الحسينية» في بلدة جسر الشغور شمال سوريا مما أثار مخاوف من أن الجماعات السلفية ستشن حربًا شاملة ضد ديانات الأقليات في سوريا.
في يونيو 2013 شهدت قرية حطلة في محافظة دير الزور مجزرة طائفية راح ضحيتها 60 قروي شيعي.
في 25 مايو 2013، أعلن حسن نصر الله أمين عام حزب الله في لبنان أن قوات حزب الله تقاتل في الحرب الأهلية السورية ضد المتطرفين الإسلاميين وتعهد«بأن قواته لن تسمح للمتمردين السوريين بالسيطرة على المناطق التي تقع على الحدود مع لبنان». وفي خطاب متلفز قال: «إذا وقعت سوريا في أيدي أمريكا وإسرائيل والتكفيريين فإن شعوب منطقتنا ستدخل في فترة مظلمة».
ألقى زعيم جيش الإسلام زهران علوش خطابًا خلال شهر رمضان عام 2013 مهاجمًا الشيعة (الذين وصفهم بـ «الرافضة») والعلويين (الذين سماهم «النصيرية») والإيرانيين (الذين سماهم «بالمجوس»)، قائلًا «إن مجاهدي الشام سوف يطهرون قذارة الرافضة وسوف يطهرونها إلى الأبد إلى ما شا الله حتى يقومون بتطهير أرض الشام من قذارة المجوس الذين حاربوا دين الله عز وجل».
عندما سأل أحد المحاورين علوش «هل يمكنك قبول دولة مدنية وديمقراطية وتعددية؟» رد علوش بمهاجمة الديمقراطية وزعم أن «أمتنا لديها شوق كبير لدولة إسلامية».
أصدر جيش الإسلام شريط فيديو يمجد فيه عصر الأمويين وغزو بلاد الشام من قبل المسلمين. انتقدت «الجبهة الإسلامية» تنظيم داعش قائلة: «لقد قتلوا أهل الإسلام وتركوا عبدة الأوثان» و«يستخدمون الآيات التي تتحدث عن الكفار وينفذونها على المسلمين». أصدر جيش الإسلام شريط فيديو يظهر إعدام أعضاء من تنظيم داعش، وأظهر مسؤولًا في جيش الإسلام الشرعي يدعى الشيخ أبو عبد الرحمن ألقى خطابًا يدين فيه مؤيدي تنظيم داعش كما وصفهم بأنهم على مذهب الخوارج ومذهب النفاق وهو مذهب عبد الله بن سبأ اليهودي ووصفهم بأنهم كلاب أهل النار. ألقى زهران علوش خطابًا يحض فيه مقاتليه على محاربة «المجوس والرافضة» الذين اتهمهم بمحاولة إقامة «دولة مجوسية» و«دولة فارسية».

#### المسيحيون
أدّى الاضطهاد والتمييز الدينيين، والإخفاقات السياسية، وتنامي التطرّف الديني وصعود الإسلاميين بعد انتفاضة 2011، إلى تدهور وضع المسيحيين في سوريا، كما في المنطقة عمومًا. يتمثّل التمييز والاضطهاد في الاعتداء على الكنائس ومصادرة ممتلكاتها، ومصادرة ممتلكات السكان المسيحيين، إضافةً لسعي الجماعات المتطرفة إزالة الرموز المسيحيّة وفرض قيود على الحرية الدينية، إضافة لممارستها أعمال الخطف والقتل بما يرقى لإبادة جماعية. لقد كانت جماعات مسلّحة عدّة، وخاصّة المتطرّفة دينيًا، متورطة في ارتكاب انتهاكات بحق المسيحيين، الأمر الذي أدّى لانخفاض عددهم إلى حوالي 450000 في نهاية الحرب.
اتهم مصدر حقوقي الحكومة السورية بارتكاب بعض الانتهاكات ضد المسيحيين، وذلك يشمل القصف العشوائي على البلدات ذات الغالبية المسيحية مما تسبب بسقوط ضحايا وإلحاق ضرر بـ 18 كنيسة، وتحويل الكنائس إلى ثكنات عسكرية، وسرقة محتوياتها، وتدبير تفجيرات ضد المدنيين لإشعال النعرات الطائفية.
عملت قوات المعارضة السورية ممثلة بعدة جماعات مسلحة، خصوصًا التي تتبنّى نهجًا إسلاميًا، على شن تفجيرات انتحارية وقصف عشوائي ضد مختلف المناطق السكنية الخاضعة لسيطرة الدولة، خصوصاً التي يقطنها الأقليات الدينية، لاعتبارها أن هذه الأقليات موالية للحكومة مما دفعها لشن عمليات طائفية انتقامية، وللرد على هجمات الحكومة ضد مناطق الغالبية السنيّة. بفعل هذا تعرضت المناطق المسيحية مثل حيّي باب توما والقصاع بدمشق، ومدينة جرمانا لعدة اعتداءات، شمل ذلك التفجيرات بالسيارات المفخخة والعبوات الناسفة والتفجيرات الانتحارية، مما أودى بحياة الآلاف، كما تعرضت لإطلاق قذائف الهاون المستمر على مدى أعوام باستهداف المناطق السكنية والتجارية والأسواق، وقصف الكنائس والمدارس المسيحية، والاعتداء على المدنيين وعلى الفعاليات الشعبية والدينية. وقد سقطت قذيفة على مقر السفارة البابوية في دمشق.
استناداً لمصادر وكالة الأنباء الرسولية في 2012، استهدفت «عصابات مسلحة إسلامية اخترقت الجيش السوري الحر»، المسيحيين وعملت على تهميشهم باعتبارهم «أعداء الثورة». حيث انضمّت إلى جيش المعارضة «عصاباتٌ مسلحة من الإسلاميين، المرتزقة، المتشددين السنيين اللبنانيين» وساهمت في طرد المسيحيين من حمص وريفها وصادرت ممتلكاتهم لرفضهم الانضمام إلى الانتفاضة المدنية، كما أنها صادرت أملاك مسيحيين آخرين أيّدوا المعارضة، لدوافع طائفية.
انخفض عدد السكان المسيحيين في حمص من 160 ألف قبل الصراع إلى أقل من 1000 بعده. وقد أفادت كنيسة الروم الأرثوذكس أن ميليشيات كتائب الفاروق تقوم بتطهير عرقي للمسيحيين. حيث دخلت منازلهم وأجبرتهم على المغادرة دون ممتلكاتهم. وأفادت مصادر أن جماعات إسلامية متشددة طردت 90٪ من مسيحيي حمص بالقوّة. بينما تشير مصادر أخرى أن مسيحيي حمص أجبروا على الفرار من ديارهم بسبب المعارك لكنهم لم يتعرضوا للتهديد. تعرض المسيحيون في مناطق الساحل السوري ووادي النصارى الغربية للخطف والاستهداف والتفجيرات المتكررة من جماعات مسلحة أصوليّة. وفي محافظة إدلب حيث توجد أقلية مسيحية، قامت هيئة تحرير الشام بمصادر أملاك وعقارات المسيحيين، من أجل تسكين قيادتها والمسلحين الأجانب، كما قامت بتهجير آلاف المسيحيين واعتقال وقتل كثيرين منهم.
قام تنظيم الدولة الإسلامية بتدمير الكنائس والمزارات، مُستخدمًا في ذلك التفجير بالديناميت. كما قام أعضاء التنظيم باختطاف عشرات المسيحيين من مدينة القريتين في محافظة حمص. وأشار تقرير صحفي إلى أن قادة التنظيم قاموا بتخيير السكان المسيحين بين دفع الجزية ذهباً، أو القتل. كما قاموا بمنعهم من قراء الإنجيل بصوت مرتفع، أو استخدام الأجراس في الكنيسة، وحظروا ارتداء الصلبان وإظهار الرموز الدينية ومنعوا إعادة ترميم الكنائس والأديرة وقاموا بمعاقبة كل من لا يلتزم بالشريعة الإسلامية.(5)
أفادت مصادر محلية بأن المسيحيين في القصير وهي بلدة تقع بالقرب من مدينة حمص، تسلموا إنذارًا من الجماعات السنية المتمردة يطلب منهم مغادرة المنطقة. وقال اللاجئون المسيحيون من القصير، المدينة التي كان عدد السكان المسيحيين حوالي 10 آلاف قبل الحرب، أن أقاربهم الذكور قد قُتلوا على يد المتمردين.
في 2013 تعرض مطران السريان الأرثوذكس في حلب غريغوريوس يوحنا إبراهيم ومطران الروم الأرثوذكس في حلب بولس يازجي لعملية اختطاف من قبل جهة مجهولة بالقرب من حلب.
لقد تعرضت الكنائس السورية للهدم من قبل مقاتلي الحزب الإسلامي التركستاني (الأويغور) الذين مجدوا أعمال التدمير، وفي ساحات حمص وإدلب تعاون الحزب الإسلامي التركستاني مع الكتائب الأوزبكية وجبهة النصرة. تتنافس جبهة النصرة وداعش مع بعضهم البعض لتجنيد المقاتلين الأويغور. في جسر الشغور وُضع علم الحزب الإسلامي التركستاني فوق صليب الكنيسة بعد نهاية المعركة. أصدرت جماعة
كتيبة التوحيد والجهاد الأوزبكية (Tavhid va Jihod katibasi) شريط فيديو تصور نفسها والحزب الإسلامي التركستاني الأويغوري وهم يهاجمون وينتهكون حرمة الكنائس المسيحية في جسر الشغور. طهر مقاتلو جبهة النصرة والحزب الإسلامي التركستاني المنطقة الريفية المحيطة بجسر الشغور من سكانها المسيحيين السوريين وشقوا حلق مسيحي سوري إلى جانب زوجته متهمين إياهم بكونهم عملاء للحكومة السورية. وهو نصرالله الحايك الذي كان يبلغ من العمر 75 عامًا. وقالت قناة العربية السعودية أن المنطقة كانت علوية.
من جانبه نفى سفير الفاتيكان في سوريا،ماريو زناري، أن المسيحيين يتعرضون للتمييز، قائلا أنهم «يشاركون نفس المصير المؤسف لبقية الشعب السوري».
المصادر الكنسية الرسمية السورية أكدت أن الميليشيات المناهضة للحكومة كانت تستخدم الكنيسة كدرع وبعدها تقوم بتدمير ونهب محتوياتها.
عندما استولت الجماعات الإسلامية على بلدة رأس العين التي يسيطر عليها حزب الاتحاد الديمقراطي في أواخر عام 2012، فر الكثير من السكان المسيحيين الآشوريين خلال الليل. أحد اللاجئين المسيحيين قال إن «ما يسمى الجيش السوري الحر أو الثوار أو أيا ما يدعونهم في الغرب، قاموا بإفراغ المدينة من المسيحيين، وقريبا لن يكون هناك مسيحي واحد في البلاد كلها.»

##### الروم الأرثوذكس
وقعت معركة معلولا في عام 2013 بين قوات الجيش السوري، وقوات المعارضة المسلحة وجبهة النصرة، في البلدة الأثريّة التي تقطنها غالبية مسيحية أرثوذكسية، إلى جانب روم كاثوليك وسكان مسلمين. وشهدت سلسلة معارك متتالية تنوعت فيها السيطرة على أرضها، ممّا أدى لنزوح معظم سكانها نحو دمشق. وتخللت فترة سيطرة المعارضة أعمال عنف، وتدمير دير مار تقلا إثر قصفها بالهاون، كما تم تدمير المعهد الآرامي، وإلحاق أضرار مادية بكنيستين، مع تدمير السور الأثري لإحداهما. وقد قام مسلحو جبهة النصرة باختطاف 13 راهبة مسيحية بعد سيطرتهم على دير مارتقلا الأرثوذكسي في البلدة، واحتجزوهم لمدة ثلاثة أشهر في مدينة يبرود، ليتم بعد ذلك تحريرهن بصفقة بين الحكومة والمجموعات المسلحة. رغم ذلك فقد قالت رئيسة دير مار تقلا أن معاملة النصرة لهم كانت «جيدة» ونفت تعرضهن لانتهاكات. وفي بداية 2012؛ تعرض المسيحيون في مدينة صيدنايا لهجوم من قبل العصابات المُعارضة المتطرفة أثناء صلاتهم في الكنيسة.
سبق لمجموعات مسلّحة في 2012 أن هددوا باقتحام بلدتي محردة والسقيلبية ذات الغالبية المسيحية في محافظة حماة، في حال عدم انسحاب القوات النظامية منها، معتبرين تواجدها هناك «لإثارة الفتنة الطائفية». وقد تعرضت البلدتان لاستهداف وتفجير مستمر من الفصائل المسلحة شمال المحافظة أودى بحياة العشرات ودمّر البنية التحتية
عملت الميليشيات المسلحة بعد سيطرتها على قلعة الحصن غرب حمص على استهداف السكان والقرى المسيحية في وادي النصارى المُجاور، أدى ذلك لتدمير المنازل ووقوع عشرات الضحايا.

##### الطوائف الكاثوليكيّة
في منتصف 2013 قُتل القس الكاثوليكي فرانسوا مراد في بلدة الغسانية قرب جسر الشغور، وقد ذكرت الفاتيكان في 2 تموز أن القس قُتل على يد الميليشيات المتمردة في الغسانية في 23 حزيران أثناء محاولته الدفاع عن دير الفرنسيسكان، بينما قالت رواية أخرى استناداً لشريط فيديو أن القس قد تم إعدامه من قبل المتشددين بحجة دعمه للحكومة. وقد أشارت معظم الوسائل الإعلامية أن جبهة النصرة هي المسؤولة عن الحادث.
في أبريل 2014 قُتل راهب يسوعي هولندي الأصل في حمص، بعد إصابته بطلقتين في الرأس من قبل رجال مسلحين مقابل مقر الرهبنة اليسوعية.
قامت قوات المعارضة بالإطاحة بقرية اليعقوبية المسيحية ذات الغالبية المسيحية في محافظة إدلب في أواخر يناير 2013. حيث انسحبت القوات الحكومية من القرية بعد قتال قصير في نقطة تفتيش على مشارف القرية، مما جنب القرية حرب الشوارع والتدمير ولم يقتل أحد أثناء المعركة. كان السكان قبل الحرب مزيج من الأرمن واللاتين الكاثوليك، لكن معظم الأرمن هربوا من القرية برفقة الجيش، حيث كان يُشتبه في تعاونهم مع الحكومة على نطاق واسع. بقي بعض الكاثوليكيين فقط، وقد رفضوا بشكل كبير حمل السلاح مع الحكومة في اليعقوبية. عانت الكنيستان الأرمنيتان من الضرر نتيجة الحرب. وكانت حديقة إحدى الكنيستان تضم عربات مدرعة تابعة لبعض وحدات الجيش التي كانت محتجزة في داخل القرية، وكان الجنود يستخدمون فناءها كمكب نفايات. بعد أن استولى المتمردون على المدينة، وقعت الكنائس الأرمينية ضحية للناهبين، الذين سرقوا كل شيء تقريبا منها، لكنهم تركوا النصوص الدينية وحدها. الكنيسة الكاثوليكية الوحيدة في القرية بقيت على حالها. وأفاد السكان الذين لم يفروا من القتال عن وجود علاقة ودية مع وحدات المتمردين التي تحتل المدينة. وبالرغم من هذه العلاقة، لم تلبث العلاقة بين المتمردين السنة وما تبقى من مدنيين مسيحيين في المدينة أن انهارت على مدى الأشهر اللاحقة. حيث اتهم المتمردون المسيحيين بالولاء للحكومة وإيواء عناصر الجيش، كما عمدوا إلى إفراغها من السكان. بدءًا من العائلات الأكثر ثراءً، بدأ المتمردون باستهداف مسيحيي اليعقوبية. في نوفمبر 2013 جرت مقابلة مع أحد مسيحيي القرية الذين فروا إلى تركيا في بلدة مديات، وقال إن اليعقوبية الآن فارغة تقريبًا من المسيحيين بعد قطع رؤوس 6 أشخاص وخطف 20 آخرين. وأضاف أن مسؤولي القوات المسيطرة على المدينة لم يكونوا جهاديين قائلا: «النصرة لم تدخل إلى قريتنا؛ لقد جاؤوا من قرى قريبة وكانوا من الجيش السوري الحر.»
في 2015، تعرضت كنيسة القديسة ريتا للأرمن الكاثوليك في «حي التلل» بمدينة حلب للقصف من قبل مسلحي جبهة النصرة.

##### الطوائف الأرثوذكسية المشرقيّة

###### السريان الأرثوذكس
اجتاحت ميليشيات ذات خلفية إسلامية مُتشددة بلدة صدد السريانية الواقعة جنوب حمص وتعرض سكان المدينة لمجزرة قبل استعادة الجيش السوري السيطرة عليها. حيث قُتل 45 مدنيًا بينهم نساء وأطفال، بينما تعرض آخرون للتهديد والترهيب. كما جرح 30 شخص وتم احتجاز 1500 فرد كرهائن، وهربت 2500 عائلة سيرًا على الأقدام من البلدة باتجاه دمشق وحمص والقرى المجاورة. وقد سُرقت البيوت وتدمّرت الكنائس ونهبت وأُخذ منها الأثاث والكتب القديمة، كما تدمرت المباني الحكومية والمستشفيات وانقطعت الخدمات عن المدينة، وتم العثور على مقابر جماعية، فيما تدمرت البنية التحتية للبلدة بالكامل. وصفها رئيس أساقفة السريان الأرثوذكس بأنها «أكبر مجزرة للمسيحيين في سوريا وثاني أكبر مجزرة في الشرق الأوسط بعد تلك التي حصلت في كنيسة سيدة الخلاص في العراق سنة 2010».
العديد من المسيحيين الآشوريين وجدوا ملجأً في منطقة طور عبدين في جنوب تركيا بعدما وصل القتال إلى شمال شرق سوريا بحلول ربيع عام 2013. كثير منهم فروا بعد أن تم استهداف منازلهم من قبل متمردين مسلحين.
تعرضت مدينة القامشلي التي تقطنها مجموعة مسيحية سريانية لعدة تفجيرات، ففي ديسمبر 2015 وقعت ثلاث تفجيرات استهدفت مطاعم في الحي المسيحي، وذكر المتحدث باسم الميليشيات الكردية التي تسطير على المنطقة أن تنظيم الدولة الإسلامية (داعش) هو المسؤول الأول عن التفجيرات، أما المنظمات الآشورية فقد ادعت أن التفجيرات لم تُنفذ من قبل عناصر الدولة الإسلامية بل جريمة ارتكبتها وحدات حماية الشعب الكردية. وفي 2016 قُتل ثلاثة أشخاص في تفجير انتحاري استهدف فعالية دينية نظمها البطريرك السرياني اغناطيوس أفرام الثاني.

###### الأرمن الأرثوذكس
حصل الجدل حول دور تركيا في الحرب الأهلية السورية بسبب الطريقة والوسائل التي دمرت بها جبهة النصرة مدينة كسب، حيث كان يُنظر إليها باعتبارها واحدة من أهم المدن ذات الغالبية الأرمنية في سوريا. قال سكان كسب لوكالات أنباء محلية أن الكنائس الأرمنية قد دُمّرت وأحرقت من قبل الجماعات الإسلامية، كما تم تدمير مركز «ميساكيان» الثقافي. وقال رئيس الناحية لوكالة أنباء أن 250 أسرة كانت قد قد لجأت إلى اللاذقية عادت إلى كسب بعد يوم واحد فقط من استعادة الجيش السوري السيطرة على المدينة. كما تعرض السكان الأرمن الأرثوذكس إلى الاضطهاد وتدمير كنائسهم في بلدة اليعقوبية.
قام تنظيم داعش في 2014 بتدمير كنيسة شهداء الأرمن في دير الزور التي بُنيت لتخليد ذكرى الإبادة الجماعية الأرمنية عامي 1915–1916 والتي تضم رفات بعض ضحايا هذه الإبادة.

##### كنيسة المشرق
الكنيسة الآشورية
كانت القرى الآشورية في وادي الخابور مسرح معارك متتالية بين القوات الكردية والسريانية، وتنظيم الدولة الإسلامية. وقد اجتاح مقاتلو التنظيم القرى، وقاموا بتدميرها ونهبها واختطاف المئات من السكان المسيحيين، كما قاموا بهدم عشرات الكنائس، مما أدى لنزوح معظم سكانها الذين قُدّروا بـ 10000 آشوريّ.
اختطف مسلحو تنظيم داعش 150 مسيحياً آشورياً من محافظة الحسكة وطلبوا دفع مبالغ طائلة لتحريرهم، وأحرقَ التنظيم عدّة كنائس في المحافظة
في 2015 تعرضت بلدة تل تمر في محافظة الحسكة لتفجيرات انتحارية تبنّاها تنظيم داعش أدت لمقتل 60 مدنيًا آشوريًا وإصابة الكثيرين.

##### الطوائف البروتسانتية
تعرض أتباع الكنيسة الأرمنية الإنجيلية مثل باقي الأرمن في حلب للتمييز والاستهداف من الجماعات المتشددة ذات الخلفية الإسلامية، كما تم تخريب كنائسهم وممتلكاتهم، وقد اتّهم قسّ إنجيلي تركيا بدعم الجماعات المسلحة التي اضطهدت المسيحيين.

#### الموحّدون الدروز
في عام 2012 كانت هناك على الأقل أربع عمليات تفجير سيارات في منطقة جرمانا الموالية للحكومة وهي بلدة تقع بالقرب من دمشق تقطنها غالبية درزية-مسيحية. الحكومة السورية قالت إن هذه الهجمات الطائفية على الدروز والمسيحيين تمت من قبل المتمردين الاسلاميين. ادّعى نشطاء في المعارضة أن الحكومة نفسها هي من قامت بتنفيذ هذه الهجمات من أجل تأجيج التوترات الطائفية ودفع الدروز للمواجهة مع المعارضة.
عارض الدروز أكثر من غيرهم الانضمام إلى قوات الحكومة وميليشياتها وقد قامت الدولة بعمليات اعتقال عديدة لإجبارهم على ذلك، وكان هناك عدة حوادث لتحرير السجناء الدروز من سجون النظام.
في أوائل عام 2015، تم رفض وفد درزي وطني من محافظة السويداء يسعى إلى الحصول على مساعدات من الحكومة بسبب زيادة هجمات داعش. وقد اشترطت السلطة انضمام الدروز إلى قوات النظام والميليشيات الموالية له. بعض الشبان الدروز رفضوا الانضمام إلى «حزب الله» يعد إرسال الحكومة وفدًا بقيادة حزب الله لإقناعهم، وقد خشي الكثير منهم ذلك خوفًا من أن يتم إرسالهم إلى محاربة أهل السنة.
شهدت محافظة إدلب مجزرة بحق الدروز على أيدي تنظيم جبهة النصرة التابعة ل«القاعدة» في حزيران 2015. وقد «اعتذرت» النصرة بعد الحادث. وقد أشار سياسيون إلى عدم استجابة الدروز لاعتذر النصرة، لأن النصرة أجبرت الدروز على التخلي عن دينهم قسرًا وأجبرتهم بالتحول إلى المذهب السنّي، كما دمرت أضرحتهم ومعابدهم.
بشكل عام، كل تصرفات النصرة وداعش كانت ضد الطائفة الدرزية، لكن الفرق هو أن «جبهة النصرة» تبدو راضية عن تدمير الأضرحة
الدرزية وتحويلهم إلى المذهب السني في حين أن «داعش» يريد إبادتهم بعنف مثل ما فعل مع اليزيديين. وقد استولت القوات التركمانية على الأراضي الدرزية في إدلب.
وفي حادث حصل في الجيش السوري
في سبتمبر 2017، أعلنت قيادة الجيش السوري تحرير مدينة دير الزور من تنظيم داعش الإرهابي، وبعد فترة وجيزة قُتل عصام زهر الدين قائد قوة عسكرية درزية وضابط في الحرس الجمهوري، بعد حصار دام 3 سنوات في المدينة، وأعلن التلفزيون الحكومي مقتله بسبب انفجار لغم أثناء تملية تمشيط المدينة، فيما ادعت «المعارضة» أن السلطات السورية هي من دبرت اغتياله لحصول خلاف بينه وبين قادة عسكريين سوريين، وتم تشييعه في جنازة رسمية حضرها كبار القادة العسكريين السوريين والقادة الدينيين الدروز.
ونتج عن ذلك انقسام وخلافات بين الدورز داعمي السلطة والدروز المعارضين.

### بحسب الجماعات العرقيّة

#### الجماعات السامية

##### العرب
قامت الميليشيات الكردية في مناطق سيطرتها بتغيير أسماء مدن وقرى عربية إلى أسماء كردية من اختراعها (مثل سري كانيه بدل رأس العين، جيري سبي بدل القحطانية، قامشلو بدل القامشلي)، أو أعادت استخدام أسماء آرامية قديمة ادعت أنها أسماء كردية (مثل ديريك بدل المالكية). كما قامت هذه الميليشيات بإغلاق مدارس تتبع منهاج وزارة التربية، وفرض «منهاج تعليم كردي» من صياغتها وأيضًا قامت بسوق آلاف الشبان إلى التجنيد الإجباري في ميليشياتها واعتقال آلاف المعارضين السياسيين.
كانت أبرز انتهاكات الميليشيات الكردية تتعلق بالقيام بتطهير عرقي في مناطق غير كردية استولت عليها. على سبيل المثال، نشرت منظمة العفو الدولية تقريرًا في تشرين الأول 2015 اتهمت فيه وحدات حماية الشعب الكردية بتهجير ممنهج لسكان قرى عربية وتركمانية وتدمير منازلهم في منطقة تل أبيض.

###### اللاجئون العرب
الفلسطينيون
العراقيون 

##### الآشوريون/السريان/الكلدان
رغم اختلافاتهم الدينية، فإن السريان والآشوريين والكلدان ينتمون إلى مجموعة عرقية واحدة، وتعرضت هذه المجموعة العرقية لانتهاكات بحقها خلال الحرب الأهلية.
(1)

#### الجماعات الهندوأوروبية

##### الأرمن
يعد الأرمن السوريون جماعة عرقية-دينية تنتمي بشكل عام إلى باقي الطوائف المسيحية السورية، وقد انخفضت أعدادهم بشكل ملحوظ بعد الحرب وعاد كثيرون إلى الوطن الأم أرمينيا.
(2)

##### اليزيديون
واجه هذا المجتمع القديم في بلاد ما بين النهرين تقريبًا وحشية تطهير عرقي على يد تنظيم داعش في العراق.

#### جماعات أخرى

##### التركمان
منذ التدخل العسكري الروسي في الحرب الأهلية السورية، اتهمت تركيا روسيا بدعم عملية التطهير العرقي الطائفي التي تقوم بها الحكومة ضد الأقلية التركمانية في اللاذقية. زاد هذا القلق مع نزوح مئات من اللاجئين بسبب سيطرة النظام على بلدة ربيعة قرب كسب في كانون الثاني 2016، إضافة إلى حوالي 10,000 شخص يعيشون في «يامادي» وما حولها معرضين لخطر مزيد من النزوح.

##### الشركس
وفقا للوثائق التاريخية يناضل الشركس في سوريا مثل الأقليات الصغيرة في سوريا ويفضلون أخذ موقف محايد من الحرب. تعرضت قراهم القريبة من مرتفعات الجولان لمناوشات بين قوات المعارضة والقوات الحكومية. يحاول العديد من الشركس العودة إلى أوطانهم في شمال القوقاز.

## المواقف الدولية
أعربت المنظمات الدولية والإنسانية وعلى رأسها الأمم المتحدة عن قلقها من اصطباغ الحرب السورية بصبغة طائفية.
كما تنوعت مواقف الدول والقوى السياسية والدينية من الطابع الطائفي والعرقي للصراع في سوريا.

### المنظمات الدولية
استنتج محققو حقوق الإنسان التابعون للأمم المتحدة في تقرير صدر في 2012 أن الحرب الأهلية السورية تتحول بسرعة إلى «صراع طائفي وعرقي صريح»، مما يثير شبح عمليات القتل الانتقامية والعنف المطول الذي قد يستمر لسنوات بعد سقوط الحكومة. «في الأشهر الأخيرة، كان هناك تحول واضح في طبيعة النزاع، حيث أصبح عدد أكبر من المقاتلين والمدنيين على الجانبين يصف الحرب الأهلية أنها حرب عرقية أو دينية، الشعور بالتهديد وتحت الهجوم، ومجموعات الأقليات العرقية والدينية» وقال التقرير: «إنهم ينضمون بشكل متزايد إلى أطراف النزاع، مما يعمق الانقسامات الطائفية».
وأشارت اللجنة إلى أن الانقسام الأخطر بين الطائفة العلوية الحاكمة، وهي طائفة إسلامية ينتمي لها كبار القادة السياسيين والعسكريين للرئيس الأسد، وبين الأغلبية السنية في البلاد، الذين ينسجم معظمهم مع المعارضة. لكنها قالت إن الصراع قد انجرف إلى أقليات أخرى، بما في ذلك المسيحيون الأرمن والمسيحيون الآشوريون والدروز والفلسطينيون والأكراد واليزيدية والتركمان.
في أكتوبر 2013، قال رئيس مكتب الأمم المتحدة في دمشق أن الكراهية الطائفية في سوريا آخذة بالتنامي، وحذر أن هذا سيخلف عواقب حال فشل الحل السياسي.

### الدول
في عام 2011، قالت وزيرة الخارجية الأمريكية هيلاري كلينتون إن المتظاهرين (السنة) «لديهم الكثير من العمل للقيام به داخليا» من أجل الحصول على دعم شعبي واسع لتشكيل حركة وطنية حقيقية وأضافت: «العديد من الجماعات داخل سوريا لا تقبل أن حياتهم ستكون أفضل من دون الأسد من أن تكون مع الأسد. وهناك الكثير من الأقليات التي هي قلقة للغاية»[بحاجة لمصدر أفضل]
قدّمت روسيا مشروعًا لدستور سوري، بهدف وضع حد للإشكالات الدينية والقوميّة في سوريا وتأثيرها على الحرب الأهلية. فقد تضمّن الدستور مواد تمنح مساواةً وتمثيلًا أكبر لجميع الأطياف الدينية. وشملَ ذلك إزالة المادة التي تعتبر أن الإسلام ديانة الرئيس وأن الفقه الإسلامي مصدر للتشريع، وأوجدَ منظمات دينية تحترم جميع الطوائف وتكون متساوية أمام القانون. كما دعا إلى إزالة الطابع القومي العربي من البلاد، والاعتراف بجميع القوميات والثقافات واللغات، ومنح حكم ذاتي ثقافي للأكراد. كما استبدلَ مُصطلح «الجمهورية العربية السورية» ب‍ «الجمهورية السورية».
في عام 2018، قال الرئيس التركي رجب طيب أردوغان في كلمة ألقاها في مدينة قونية بأن «هناك من يعين الأسد على البقاء في موقعه رغم أنه قتل مليوناً من المسلمين».
قال رئيس الوزراء العراقي نوري المالكي أن الصراع بين العلويين والسنة في سوريا قديم، وبعد وصول العلويين للحكم - عن طريق حافظ الأسد - «أصبحت عملية التخندق ليس من السهولة تجاوزها، وهذا يعني خطأ من كان يفكر بأن النظام سوف يسلم وينسحب».
وقد توقع سفير الولايات المتحدة الأمريكية السابق في يوغسلافيا حدوث إبادة جماعية ضد العلويين في سوريا بسبب قيام قوات الحكومة بقمع المعارضين.

### قوى سياسية ودينية
أعلن بطريرك الكنيسة الروسية الأرثوذكسية عن دعمه لبداية العمليات العسكرية للقوات الجوية الروسية قي سوريا ضد تنظيم داعش وقال: 
| الطائفية والعرقية في الحرب الأهلية السورية | القتال ضد الإرهاب هو معركة مقدسة اليوم، وربما تكون بلادنا هي القوة الأنشط في العالم التي تقاتله | الطائفية والعرقية في الحرب الأهلية السورية |

كما أعرب عن قله من استمرار التنظيمات المتطرفة بقتل وتهجير المسيحيين وهدم كنائسهم، 
وفي 2018 صرحت الكنيسة الروسية أن العمليات العسكرية الروسية حالت دون إبادة جماعية للمسيحيين في سوريا.
دعا الداعية السعودي سعد عتيق آل عتيق إلى تدمير الشيعة والمسيحيين والعلويين واليهود في خطبة له في مسجد الإمام ابن عبد الوهاب بقطر.

## هوامش
1. ذكرت الدراسة التي أجريت في العام 2005م  أن نسبة العرب هي 90.7% والأكراد والأرمن وغيرهم هي 9.7%، أما الدراسة التي جرت في عام 2018م،  فقد قالت بأن نسبة العرب تبلغ حوالي 50%، وبأن هناك 10% من السكان هم أكراد، و10% مشرقيين (بالإنجليزية: Levantine)، وأخرجت من العرب طوائف دينية صنفتها بشكل منفصل كجماعات عرقية، هي العلوية (15%) وطوائف أخرى هي الدروز والإسماعيلية والإمامية والنصيرية والآشوريّة والتركمان والأرمن (15%). هناك التباس في هذه الأرقام، فهناك أولاً خلط بين الجماعات العرقية والطوائف الدينية، وثانياً تكرار للنصيرية خارج العلوية وللآشورية، كجماعة عرقية، خارج المشرقية.
2. جرى تناول الانتهاكات بحق الأرمن وأوضاعهم ومواقفهم، في الأقسام الخاصة بالطوائف الدينية باعتبارهم جزء من المسيحيين في سوريا، وقد تم توزريعهم إلى أرمن أرثوذكس وأرمن كاثوليك.
3. تعود جذور هذه المادة إلى النص القرآني ﴿يَا أَيُّهَا الَّذِينَ آمَنُوا لَا تَتَّخِذُوا الْكَافِرِينَ أَوْلِيَاءَ مِنْ دُونِ الْمُؤْمِنِينَ أَتُرِيدُونَ أَنْ تَجْعَلُوا لِلَّهِ عَلَيْكُمْ سُلْطَانًا مُبِينًا ۝١٤٤﴾ [النساء:144].
4. جرى تناول الانتهاكات بحق جماعة (آشوريون/سريان/كلدان) ومواقفهم وأوضاعهم، في الأقسام الخاصة بالطوائف الدينية باعتباهم جزء من المسيحيين في سوريا، وقد تم توزيعهم حسب انتماءاتهم الكنسية والعقائدية.
5 هناك اختلاف بين الفقهاء في مسألة جواز بناء وترميم الكنائس في ديار الإسلام، ففي حين يذهب فريق إلى جواز ذلك، فإن هناك فريقاً آخر يرى في ذلك باطلاً لا يجوز.